# Bunuri mobile din domeniul istorie clasate în patrimoniul cultural național al României aflate în județul Timiș
Acestă listă conține bunurile mobile din domeniul istorie clasate în Patrimoniul cultural național al României aflate la momentul clasării în județul Timiș.

## Tezaur
| Foto | Informații generale | Detalii tehnice | Descriere | Deținător                   | Legături |
| ---- | --- | --- | --- | --------------------------- | -------- |
|      | Drapel care a aparținut primului detașament de voluntari români constituit la Darnița din prizonieri ardeleni, bănățeni, crișeni, sătmăreni, maramureșeni și bucovineni | Datare: mai 1917 Școală: croitorie Kiev Descoperit: jud. TIMIȘ, com. Belinț, Biserica ortodoxă română din Belinț Dimensiuni: L: 160 cm; La: 126 cm; L hampă: 332 cm Material: material textil; țesătură mătase naturală; lână; galon fir metalic; lemn       | Drapel cu două foi și două fețe, tricolor, roșu, 35 x 39 cm, galben, 37 x 43 cm, albastru, 36 x 39 cm, din țesătură de mătase naturală în diferite contexturi, realizată mecanic. Benzile sunt perpendiculare pe hampă. Capătul liber se termină în trei vârfuri (trilobat). Fiecare vârf este prevăzut cu câte un ciucure, vopsit în culoarea benzii corespondente. Drapelul este mărginit pe părțile laterale cu un galon metalic, lat de 4 cm, și cu franjuri cu fir metalic, lungi de 1,5 cm, fiind înfășurat pe hampă și fixat cu ajutorul unor cuie de fier, peste o lezardă cu fir metalic. | Muzeul Banatului, Timișoara | Cimec    |
|      | Sabie maghiară | Datare: prima jumătate a secolului al XIX-lea Dimensiuni: L lamă: 76 cm; L mâner: 13 cm; L: 89,5 cm; L teacă: 78 cm. Material: oțel; alamă; os; lemn; catifea; forjare; gravare; damaschinare; batere; traforare                                             | Lama din oțel damaschinată este curbată cu tăiș pe muchia interioară, cu muchie exterioară netăioasă și având vârful ascuțit pe ambele părți. Muchia exterioară netăioasă este lată și puternic profilată. Pe lamă la partea exterioară există patru ornamente orientale gravate (arabescuri) iar în centrul decorului este redată în aceeași manieră stema Ungariei la început de secol XIX. Primul ornament, din partea superioară a lamei, păstrează urme de aurire. Tot pe partea exterioară, vârful lamei ("jalman") prezintă un decor realizat în aceeași manieră. Pe latura interioară a lamei sunt prezente patru ornamente orientale gravate (arabescuri), trei dintre acestea păstrând urme de aurire; ca și în cazul părții exterioare, vârful lamei prezintă un decor realizat în aceeași manieră. La partea inferioară și la mijlocul muchiei netăioase sunt prezente ornamente în aceeași manieră cu restul lamei. Vârful lamei ("jalman") este lățit la partea superioară și ascuțit pe muchia exterioară; prezintă pe ambele fețe ale lamei câte o nervură longitudinală lângă muchia exterioară. Garda metalică aurită este dreaptă cu terminațiile brațelor având câte un bumb alungit (cu secțiune octogonală) pe ambele părți. Pe ambele fețe ale gărzii există câte un ecuson rombic stilizat, cu brațe subțiri și alungite. Mânerul din metal este placat pe întreaga muchie cu tablă aurită. Partea metalică a mânerului este placată cu două plăsele din os de culoare închisă, fixate cu două nituri metalice. La partea superioară, mânerul este terminat cu un cap evazat de formă circulară îndoit spre tăișul lamei. Capul mânerului este prevăzut cu căte o întăritură din alamă de forma unui ochi stilizat, pe ambele fețe și care conține un orificiu transversal pe lățimea mânerului. Teaca din lemn învelită în catifea verde este întărită la cele două capete cu două brățări masive metalice aurite. Ambele brățări sunt traforate decorativ cu motive geometrice. Pe mijlocul și partea superioară a tecii există încă două brățări metalice mai înguste, de formă ovală, prezentând la muchia exterioară câte un inel port-sabie. | Muzeul Banatului, Timișoara | Cimec    |
|      | Spadă de tip Schiavona | Datare: prima jumătate a secolului al XV-lea Școală: Atelier est-european Dimensiuni: L lamă: 96,5 cm; L mâner: 14,5 cm; L: 112 cm Material: oțel; forjare; batere                                                                                           | Lama din oțel este dreaptă, lată, cu două tăișuri și vârf ascuțit. Lama prezintă la partea superioară câte un șanț în zona mediană, pe ambele fețe; la baza șanțului, pe ambele fețe, există un marcaj. Garda din oțel este alcătuită din două brațe cizelate, având secțiune triunghiulară, sub forma unui "S" dispus perpendicular pe talon. În zona destinată ecusonului, la partea inferioară a gărzii, aceasta este ușor evazată sub forma unui triunghi, cu vârful în jos spre lamă, pe ambele fețe. Această parte centrală a gărzii este decorată cu trei nervuri paralele, perpendiculare pe gardă, una centrală și două în dreptul muchiilor lamei. Mânerul din oțel, de formă ușor trapezoidală (cu secțiune patrulateră), se termină la partea superioară cu un cap metalic, evazat, de formă pătrată. Capul mânerului este prevăzut pe ambele fețe cu un bumb metalic mare, semisferic, iar la partea superioară, capul mânerului este crestat. | Muzeul Banatului, Timișoara | Cimec    |
|      | Spadă de cavalerie | Datare: sfârșitul secolului al XIII-lea / prima jumătate a secolului al XIV-lea Școală: Atelier central-european Descoperit: jud. Torontal, Imperiul Austro-Ungar Dimensiuni: L lamă: 90,5 cm; L mâner: 16,5 cm; L: 107,5 cm Material: oțel; forjare; batere | Lama din oțel este dreaptă, lată, cu două tăișuri și vârf ascuțit. Lama este prevăzută cu un șanț lat în zona mediană, pe ambele fețe, pe aproape toată lungimea ei; la baza șanțului, pe ambele fețe, există inscripții cu majuscule gotice. Garda din oțel este dreaptă, cu secțiune circulară, având terminațiile capetelor ușor evazate. Garda prezintă la partea inferioară un șanț central de îmbinare cu lama spadei. Mânerul din oțel, de formă ușor trapezoidală (cu secțiune patrulateră), se termină la partea superioară cu un cap metalic masiv, aplatizat, de formă circulară. Capul mânerului prezintă la partea superioară un nit de fixare a ansamblului. | Muzeul Banatului, Timișoara | Cimec    |
|      | Spadă de tip viking | Datare: începutul secolului al X-lea Școală: Atelier occidental (normand) Descoperit: jud. Timiș, Temes - Kubin, Imperiul Austro-Ungar Dimensiuni: L lamă: 70 cm; L mâner: 13 cm; L: 83,5 cm Material: oțel; forjare; batere                                 | Lama din oțel este dreaptă, cu două tăișuri iar vârful (inițial ascuțit) lipsește din cauza coroziunii. Lama este prevăzută cu un șanț lat în zona mediană, pe ambele fețe, pe aproape toată lungimea ei; nu este prevăzută cu ornamente, marcaje sau inscripții. Garda metalică este scurtă și ușor arcuită, cu brațele ușor îndoite spre muchiile lamei, având aspect lenticular. Garda prezintă în secțiune spre centru profil trapezoidal, cu baza mare spre mâner și triunghiular spre cele două capete. Mânerul metalic de o singură mână, de formă trapezoidală, se termină la partea superioară cu un cap plat, ușor trilobat în partea superioară și curbat în partea inferioară, dinspre mâner. | Muzeul Banatului, Timișoara | Cimec    |
|      | Spadă | Datare: lama de secol XVI/XVII, garda și mânerul ulterioare Școală: Atelier central-european Dimensiuni: L lamă: 88 cm; L mâner: 14,5 cm; L: 105 cm; L teacă: 82 cm (incompletă) Material: oțel; fier; lemn; forjare; batere; turnare; gravare               | Lama din oțel este dreaptă, cu două tăișuri și vârf ascuțit. Lama este simplă, nu prezintă ornamente, marcaje sau inscripții. Garda din fier de forma unui "S" longitudinal este alcătuită din două brațe cizelate, un braț fiind îndoit spre muchia exterioară a lamei iar celălalt braț este mai lung și puternic îndoit spre mâner (de forma unui braț de împreunare). Capul brațului dinspre muchia exterioară a lamei este lățit, de formă circulară în timp ce terminația brațului superioar este îndoită în formă de "S". La partea exterioară, garda este gravată cu motive vegetale și florale pe întreaga suprafață. La partea interioară garda este simplă; în zona centrală din dreptul mânerului, sunt vizibile două nervuri care flanchează nitul apărătoarei circulare. În zona destinată ecusonului, la partea exterioară a gărzii, este atașată o apărătoare circulară (tipică mai ales armelor de vânătoare). Apărătoarea circulară din fier este gravată în aceeași manieră cu restul gărzii. Mânerul metalic este placat cu lemn (de formă cilindrică) pe întreaga suprafață de prindere și se termină la partea superioară cu un cap din fier, evazat, de forma unei măciulii de buzdugan alungite. Capul mânerului prezintă la partea inferioară un inel lat din fier, perpendicular pe axul mânerului, care se continuă cu o serie de caneluri paralele longitudinale, pe suprafața mâciuliei alungite. La partea superioară a capului mânerului, există un bumb din fier prevăzut cu un nit pentru fixarea ansamblului. Teaca metalică incompletă în partea superioară este întărită la talpă cu un element metalic de ranforsare de formă semicirculară, atașat la talpă și la muchia interioară a tecii. La partea superioară se păstrează o brățară îngustă din fier, prevăzută cu un inel port-sabie, atașat la muchia exterioară a tecii. Spada a fost realizată artizanal prin utilizarea unei lame de secol XVI/XVII la care au fost adăugate ulterior mânerul și garda din fier. | Muzeul Banatului, Timișoara | Cimec    |
|      | Buzdugan turcesc | Datare: secolul al XVII-lea Școală: Atelier oriental Dimensiuni: L capului: 5,5 cm; L cap cu brațul de înmânușare: 24,5 cm; L mâner: 28,5 cm; L: 52 cm; D max. al capului: 6 cm. Material: fier; lemn; filde; turnare; gravare                               | Capul din fier al buzduganului este de formă aproape sferică, având optsprezece aripioare semicirculare. Atât la partea inferioară cât și la cea superioară, terminațiile aripioarelor se transformă la capete, luând o formă inelară, mai pronunțată la parte inferioară unde se continuă cu un inel din fier pentru fixarea brațului metalic de înmănușare a mânerului. Brațul de înmănușare din fier este de formă cilindrică, fiind ușor tronconic spre partea inferioară unde este fixat de mânerul din lemn cu un cui (având capul lățit). Mânerul din lemn de formă cilindrică, conic spre vârf, se termină la partea inferioară cu o întăritură din fildeș, de forma unui manșon ușor conic, cu baza la talpa mânerului; manșonul din fildeș îmbracă terminația mânerului, cu tot cu talpa acestuia. Terminația din fildeș este decorată cu motive geometrice de culoare închisă, de formă circulară, punctată, liniară, în zig-zag. Terminația mânerului prezintă un orificiu transversal, pe lățimea sa. Decorul este realizat în aceeași manieră și pe talpa mânerului. La partea superioară a capului buzduganului, mânerul este fixat cu un cui metalic cu secțiune patrulateră. Cuiul este la ora actuală îndoit și ieșit în exterior. | Muzeul Banatului, Timișoara | Cimec    |
|      | Halebardă | Datare: secolul al XVI-lea Școală: Atelier european Descoperit: jud. Timiș, Nerău Dimensiuni: L: 55 cm; l max: 22 cm; L hampă: 200 cm. Material: fier; lemn; forjare; batere                                                                                 | Armă medievală de secol XVI de tipul halebardei, importantă mai ales prin prisma cârligului de agățare, și mai puțin pentru suliță sau secure. Sulița de relativ mică dimensiune are secțiunea patrulateră, fiind subțiată spre partea superioară și terminându-se cu un vârf ascuțit din patru muchii. Cârligul este de forma unui vârf triunghiular alungit și ascuțit la ambele muchii, pe ambele fețe. Securea din fier prezintă la partea exterioară o muchie netăioasă și o muchie interioară ascuțită pe ambele fețe. La partea superioară securea este îndoită la nouăzeci de grade spre înapoi, terminându-se astfel cu un al doilea cârlig, la muchia interioară a halebardei. La partea inferioară a halebardei există brațul de înmănușare a hampei, care prezintă la partea superioară două țepușe dispuse perpendicular pe muchiile armei. Pe partea exterioară, brațul de înmănușare este deteriorat, lipsindu-i un fragment metalic pe toată lungimea sa. La partea inferioară manșonul este fixat de hampă cu un cui metalic (improvizație modernă). Hampa din lemn, cu secțiune patrulateră și având muchiile teșite, este o adăugire ulterioară. | Muzeul Banatului, Timișoara | Cimec    |
|      | Coif de tip Morion | Datare: secolul al XVI-lea Școală: Atelier italian Dimensiuni: Î: 26 cm; L: 38 cm; l max: 26 cm. Material: fier; batere; gravare | Realizat prin batere și foarte bogat decorat, coiful este alcătuit dintr-o calotă alungită, terminată la partea superioară cu o "creastă" de ranforsare, iar la partea inferioară marginile sunt răsfrânte și bogat decorate. Calota decorată prin batere și gravare prezintă pe ambele fețe ornamente realizate pe registre decorative: în partea inferioară a calotei, în zona centrală, este redat Diavolul, flancat de motive vegetale stilizate și câte o pasăre fantastică de fiecare parte; la partea superioară există ornamente vegetale și florale stilizate care susțin spre vârful calotei un chip uman stilizat. În zona centrală a calotei, în exterior, într-un medalion masiv este redată o scenă mitologică, cu Jupiter redat pe un vultur în zbor. Decorul este identic pe cele două laturi ale calotei, singura diferență este reprezentată de decorul medalionului central. La interior, de această dată apare o altă scenă mitologică, respectiv lupta lui Hercule cu leul din Nemeea. Muchiile superioare ale calotei sunt întărite cu un element metalic de ranforsare, cu o "creastă" dispusă deasupra calotei, fixată de aceasta cu nituri metalice și decorată în zona mediană cu o întăritură metalică striată în diagonală. Marginile răsfrânte ale coifului sunt bogat decorate cu motive vegetale stilizate și geometrice, având muchiile întărite și striate în aceeași manieră cu "creasta" calotei. | Muzeul Banatului, Timișoara | Cimec    |
|      | Casă de marcat | Datare: 1/2 sec. XX Descoperit: jud. Timiș, TIMIȘOARA Dimensiuni: L: 70 mm; La: 47 mm; Î: 39 cm Material: alamă; turnare | Casă de marcat bani cu ornamente florale, patent CLAIMS 23000 cu inscripție și număr 1295 US AND FOREIGN PATENT TS. | Muzeul Banatului, Timișoara | Cimec    |
|      | Bicicletă | Datare: sf. sec. XIX Descoperit: jud. Timiș, TIMIȘOARA Dimensiuni: L: 200cm; Î: 140 cm; Droata mare: 120 cm; Droata mică: 50 Material: fier; piele; asamblare                                                                                                | Velociped confecționat din fier, roțile din piele, șezutul lipsă, prevăzut cu sonerie manuală. | Muzeul Banatului, Timișoara | Cimec    |
|      | Paloș de călău | Datare: sec. XVII Școală: Atelier german Descoperit: jud. Timiș, com. PIȘCHIA Dimensiuni: L: 103 cm Material: oțel; fier; lemn de nuc; forjare; batere; nituire                                                                                              | Armă destinată decapitării condamnaților, forjată special fără vârf și mai lată decât săbiile obișnuite de luptă. În Europa cea mai veche astfel de sabie e datată 1540. Lama este dreaptă și lată cu două tăișuri. Mânerul paloșului este realizat din lemn. Garda și terminația mânerului sunt din alamă. | Muzeul Banatului, Timișoara | Cimec    |
|      | Pistol cu cremene | Datare: sec. XVIII Școală: Atelier balcanic Descoperit: jud. Timiș, TIMIȘOARA Dimensiuni: L: 53 cm Material: oțel; fier; argint; lemn; turnare; forjare; gravare                                                                                             | Pistol cu cremene tipic balcanic, complet cu excepția cocoșului și a vergelei. Stare de funcționare bună, mecanism interior fără piese lipsă, toate piesele originale. Țeavă din oțel gravată simplu, corp din lemn de nuc, cu decorații bogate realizate prin sculptură, în stil oriental și lăcuit. Ornamentul de încheiere a mânerului, ornamentul suplimentar „de palmă” de pe pat suportul ornamental al vergelei și decorația capătului țevii din aliaj de argint. Ornamentul de încheiere a mânerului în stil tipic oriental cu figură antropomorfă (cap de demon). Suportul ornamental al vergelei și decorația capătului țevii ornamentale prin batere cu motive florale, la fel garda trăgaciului și ornamentul din stânga al patului. Calibru 16 mm. | Muzeul Banatului, Timișoara | Cimec    |
|      | Pistol cu cremene | Datare: sec. XVIII Școală: Atelier oriental Descoperit: jud. Timiș, TIMIȘOARA Dimensiuni: L: 49 cm Material: oțel; lemn; alamă; turnare; forjare; gravare | Pistol cu cremene tipic oriental. Complet cu excepția gărzii trăgaciului (din alamă), și a vergelei. Stare de funcționare bună, mecanism fără piese lipsă, toate piesele originale. Țeavă din oțel decorată cu motive orientale. Corp din lemn de esență exotică, decorat prin sculptură și lăcuit. Ornamentul de încheiere a mânerului, restul inferior al gărzii trăgaciului și ornamentul suplimentar „de palmă” de pe pat din alamă. Ornamentul de încheiere a mânerului în stil tipic oriental cu vârf ascuțit de lovire. Calibru 18 mm. | Muzeul Banatului, Timișoara | Cimec    |
|      | Emblemă de breaslă a lăcătușilor din Timișoara | Datare: 1/2 sec. XIX Dimensiuni: cheia 46x19 cm; cutie sub formă de vitrină 59x50,5x24,2 cm Material: fier; lemn; forjare | Emblemă de breaslă a lăcătușilor sub forma unei chei din fier forjat. Piesa este fixată într-o cutie din lemn sub formă de vitrină. | Muzeul Banatului, Timișoara | Cimec    |

## Fond
| Foto | Informații generale                                                                                   | Detalii tehnice | Descriere | Deținător                   | Legături |
| ---- | --- | --- | --- | --------------------------- | -------- |
|      | Trunchi de copac de pe frontul italian. Primul război mondial                                         | Datare: Primul război mondial Dimensiuni: H trunchi: 173 cm, D trunchi: 28 cm, postament: 45x45x6 cm, plăcuță metalică: L 22 cm, l 10 cm Material: lemn, aramă; tăiere, cioplire, inscripție metalică (asamblată în 5 cuie)                                               | Trunchiul de copac, cu coajă, este fixat la bază pe un postament de lemn. Are atașată în colțuri, cu 5 cuie, o placă metalică cu inscripție. Piesa reprezintă o mărturie a participării bănățenilor din Regimentul 61 Infanterie „Ritter von Frank” din Timișoara la luptele de pe platoul Doberdo, alături de alte regimente ale Diviziei 17. Deși nu există mărturii documentare privind proveniența sa, se consideră că exponatul a constitutit un punct de reper important atât pentru ostașii regimentului bănățean, cât și pentru adversarii aflați în tranșeele învecinate. După ce linia frontului s-a schimbat, cineva din conducerea marii unități militare a considerat că acest martor tăcut al ciocnirilor din zonă ar trebui păstrat pentru a aminti generațiilor viitoare despre evenimentele tragice care s-au consumat în acele locuri. Textul inscripționat pe placa metalică a trunchiului de copac (traducere din limba germană): „Acest copac a fost tăiat din pământul îmbibat de sângele bravilor noștri soldați. În amintirea zilelor fierbinți și grele ale regimentului, care împreună cu Regimentele de infanterie din Divizia 17 prin curaj și jertfă au apărat ani de-a rândul localitatea”. | Muzeul Banatului, Timișoara | Cimec    |
|      | Spadă de landsknecht                                                                                  | Datare: prima jumătate a secolului al XVI-lea Școală: Atelier german Dimensiuni: L lamă: 71,5 cm; L mâner: 13,5 cm; L: 86,5 cm Material: oțel; lemn; forjare; batere; turnare                                                                                             | Lama din oțel este dreaptă cu două tăișuri și vârf ascuțit. Lama prezintă câte un șanț lat în zona mediană, pe ambele fețe, pe toată lungimea ei. Garda este alcătuită din două brațe cizelate cu capetele curbate puternic, sub forma unui "S" dispus perpendicular pe talon. Brațele gărzii, cu secțiune octogonală, se termină la capete cu terminații sferice. Unul dintre brațe, la partea exterioară, prezintă caneluri spiralate sub formă de torsadă. Mânerul metalic este îmbrăcat în lemn pe întreaga suprafață de prindere. La partea superioară a mânerului există un cap metalic turnat, puternic evazat, de formă ovală. Capul mânerului este decorat la partea exterioară cu striații longitudinale și mediane și se termină la partea superioară cu un nit metalic de fixare a ansamblului. | Muzeul Banatului, Timișoara | Cimec    |
|      | Tesac austriac                                                                                        | Datare: mijlocul secolului al XIX-lea Școală: Atelier german (Wertheim) Dimensiuni: L lamă: 46,5 cm; L mâner: 14,5 cm; L: 61,5 cm; L teacă: 47 cm; L port-baionetă: 30 cm Material: oțel; alamă; ebonită; piele; lemn; forjare; turnare                                   | Lama din oțel este dreaptă cu două tăișuri și vârf ascuțit. Lama este decorată cu motive vegetale și panoplii de arme și trofee care încadrează inscripții pe ambele fețe ale lamei. Garda din alamă este dreaptă și păstrează un singur braț lățit spre înapoi, terminația brațului având forma stilizată a literei "V"; celălalt braț al gărzii este frânt. Mânerul din ebonită de culoare neagră este de formă patrulateră cu muchiile teșite și cu toate cele patru laturi striate. Brățara de fixare a mânerului din partea inferioară (de lângă gardă) și capul mânerului sunt realizate din alamă. Capul mânerului este evazat și se termină cu un bumb metalic din alamă. Teaca din lemn îmbrăcată în piele este întărită cu două brățări din alamă: cea din partea superioară prezintă un buton de fixare (în formă de inimă) a port-baionetei, și o brățară din alamă lată de formă patrulateră, la talpa tecii. Curea port-baionetă din piele cu două bretele de fixare la centură și cu un orificiu plasat la partea inferioară pentru fixarea tecii. | Muzeul Banatului, Timișoara | Cimec    |
|      | Tesac de artilerie                                                                                    | Datare: a doua jumătate a secolului al XIX-lea Școală: Solingen (Germania) Dimensiuni: L lamă: 47,5 cm; L mâner: 13 cm; L: 62,5 cm; L teacă: 50 cm; L port-baionetă: 21 cm Material: oțel; alamă; lemn; piele; forjare; turnare                                           | Lama din oțel este dreaptă cu două tăișuri și vârf ascuțit. Pe ambele fețe ale lamei sunt ștanțate litere și cifre. Mânerul face corp comun cu garda, fiind turnat din alamă. Garda este dreaptă iar cele două brațe ale gărzii au terminații evazate, de formă circulară fiind decorate cu cercuri concentrice. Pe partea interioară a gărzii sunt ștanțate trei litere. Mânerul propriu-zis este canelat pe întreaga suprafață de prindere, cu caneluri orizontale paralele, pe axul mânerului. Capul mânerului este evazat și se termină cu un bumb metalic din alamă. Teaca din lemn îmbrăcată în piele este întărită cu două brățări din alamă: cea din partea superioară prezintă un buton de fixare (de formă circulară) a port-baionetei, și o brățară din alamă de formă triunghiulară cu un bumb în vârf, la talpa tecii. Curea port-baionetă din piele cu o singură bretea de fixare la centură și cu un orificiu plasat la partea inferioară pentru fixarea tecii. | Muzeul Banatului, Timișoara | Cimec    |
|      | Tesac de infanterie                                                                                   | Datare: A doua jumătate a secolului al XIX-lea Școală: Solingen (Germania) Dimensiuni: L lamă: 56,5 cm; L mâner: 13 cm; L: 71 cm; L teacă: 56,5 cm. Material: oțel; alamă; piele; forjare; turnare                                                                        | Lama din oțel este dreaptă cu tăiș pe muchia interioară, cu muchie exterioară netăioasă și cu vârf ascuțit pe ambele părți. La partea superioară a lamei, pe talon, există inscripții ștanțate pe ambele fețe ale lamei. Mânerul face corp comun cu garda, fiind turnat din alamă. Garda este dreaptă iar cele două brațe ale gărzii au terminații evazate, de formă circulară fiind decorate cu cercuri concentrice. Pe ambele fețe ale gărzii sunt ștanțate litere și numere. Mânerul propriu-zis este canelat pe întreaga suprafață de prindere, cu caneluri orizontale paralele, pe axul mânerului. Capul mânerului este evazat și se termină cu un bumb metalic din alamă. Teaca din piele este întărită cu două brățări din alamă: cea din partea superioară prezintă un buton de fixare alungit a port-baionetei, și o brățară din alamă de formă trapezoidală la talpa tecii. Brățara superioară prezintă la partea interioară o inscripție ștanțată. Au fost realizate în total 25.855 buc. | Muzeul Banatului, Timișoara | Cimec    |
|      | Tesac Autor: Landi, Paolo                                                                             | Datare: sfârșitul secolului al XVIII-lea, începutul secolului al XIX-lea Școală: Atelier italian (Brescia) Dimensiuni: L lamă: 43 cm; L mâner: 12,5 cm; L: 58 cm; L teacă: 42 cm (incompletă). Material: oțel; alamă; piele; forjare; turnare                             | Lama din oțel este dreaptă și lată, cu două tăișuri și vârf ascuțit. Lama prezintă două șanțuri mediane late pe toată lungimea, pe ambele fețe. La partea exterioară a lamei, pe talon, este inscripționat numele armurierului și locul de producție. La partea interioară a lamei, pe talon, se observă trei marcaje. Mânerul face corp comun cu garda, fiind turnat din alamă. Garda este dreaptă, de formă patrulateră fiind decorată cu motive vegetale stilizate iar terminațiile gărzii sunt ornamentate cu cercuri concentrice. Mânerul propriu-zis este canelat pe întreaga suprafață de prindere, cu canelură spiralată, pe axul mânerului. Capul mânerului este evazat și bogat decorat cu motive vegetale stilizate și motive geometrice. Teaca din piele este întărită cu o brățară din alamă la partea superioară; brățara prezintă un buton de fixare (de formă ovală) a port-baionetei, iar pe partea interioară prezintă un marcaj. Brățara de la talpa tecii lipsește. | Muzeul Banatului, Timișoara | Cimec    |
|      | Sabie de genist                                                                                       | Datare: 1773 (o mie șapte sute șaptezeci și trei) Școală: Atelier central-european Dimensiuni: L lamă: 60 cm; L mâner: 11 cm; L: 73 cm. Material: oțel; alamă; os; forjare; turnare                                                                                       | Lama din oțel este ușor curbată cu tăiș pe muchia interioară, cu muchie exterioară zimțată (fierăstrău) și cu vârf ascuțit pe ambele părți. Tăișul lamei prezintă urme de lovire. Mânerul face corp comun cu garda, fiind turnat din alamă. Garda este dreaptă iar cele două brațe ale sale au terminații evazate și rotunjite. Garda prezintă câte un ecuson rombic pe ambele fețe. Ecusonul de pe partea exterioară are un element semicircular dispus perpendicular pe mijlocul ecusonului. Mânerul propriu-zis este turnat din alamă și se prezintă astfel: treimea inferioară a mânerului este în totalitate din alamă, restul de două treimi este placată cu plăsele din os de culoare închisă. Plăselele sunt fixate de mâner cu două nituri din alamă. | Muzeul Banatului, Timișoara | Cimec    |
|      | Cuțit de infanterie                                                                                   | Datare: a doua jumătate a secolului al XIX-lea Școală: Atelier central-european Dimensiuni: L lamă: 47,5 cm; L mâner: 12,5 cm; L: 61 cm. Material: oțel; alamă; forjare; turnare                                                                                          | Lama din oțel este dreaptă cu tăiș pe muchia interioară și cu muchie exterioară netăioasă. Lama este mai lată (5 mm) spre vârf decât la partea superioară. Mânerul face corp comun cu garda, fiind turnat din alamă. Garda este dreaptă, terminația unui braț al gărzii este ușor aplatizată și îndoită spre muchia netăioasă a lamei iar capătul celui de-al doilea braț, de aceeași formă, este îndoit spre mâner. Pe partea exterioară a gărzii există iscripții ștanțate. Mânerul propriu-zis turnat din alamă imită forma mânerelor săbiilor militare de secol XIX, prezentând caneluri orizontale pe suprafața de prindere. Capul mânerului este ușor evazat și se termină cu un bumb metalic din alamă. | Muzeul Banatului, Timișoara | Cimec    |
|      | Sabie de infanterie                                                                                   | Datare: 1835 (o mie opt sute treizeci și cinci) Școală: Zlatoust Dimensiuni: L lamă: 67,5 cm; L mâner: 12 cm; L: 80,5 cm. Material: oțel; alamă; forjare; turnare | Lama din oțel este ușor curbată cu tăiș pe muchia interioară, cu muchie exterioară netăioasă și având vârful ascuțit pe ambele părți. Lama prezintă un șant lat pe ambele fețe, aproape pe toată lungimea ei. Pe lamă la partea superioară, în exterior sunt ștanțate litere și numere. Pe muchia netăioasă, la partea superioară, există o inscripție gravată. Mânerul face corp comun cu garda, fiind turnat din alamă. Garda în formă de S, cu un braț puternic îndoit spre muchia netăioasă a lamei, având capătul evazat și terminat cu un bumb din alamă și un braț de împreunare fixat de capul din alamă al mânerului. Pe ambele fețe ale gărzii sunt ștanțate cifre. Mânerul propriu-zis turnat din alamă imită forma mânerelor săbiilor militare de secol XIX, prezentând caneluri orizontale pe suprafața de prindere. Partea superioară a mânerului este ușor curbată spre muchia tăioasă a lamei. Capul mânerului se termină cu un bumb metalic din alamă. | Muzeul Banatului, Timișoara | Cimec    |
|      | Kinjal rusesc                                                                                         | Datare: 1912 (o mie nouă sute doisprezece) Școală: Zlatoust Dimensiuni: L lamă: 44 cm; L mâner: 15,5 cm; L: 59 cm; L teacă: 48 cm. Material: oțel; alamă; lemn; piele; forjare                                                                                            | Lama din oțel este ușor curbată cu două tăișuri și vârf ascuțit. Pe mijlocul lamei există câte două șanțuri înguste pe ambele fețe, șanțuri care se prelungesc pe aproximativ trei pătrimi din lungimea lamei. La partea superioară a lamei, în exterior, în apropierea talonului sunt vizibile patru marcaje ștanțate, iar la partea interioară pe talon este ștanțat anul fabricației și marcajul producătorului. Mânerul din oțel este placat cu plăsele din lemn întărite la partea inferioară cu o brățară din alamă; la partea exterioară brățara prezintă o inscripție ștanțată. Plăselele sunt fixate de mâner cu două nituri din alamă. Pe partea exterioară, capul niturilor se prezintă sub forma unui bumb semisferic din alamă, nitul din partea inferioară a mânerului fiind fixat împreună cu brățara din alamă. Mânerul acestui tip de armă albă nu este prevăzut cu gardă. Teaca din lemn îmbrăcată în piele este întărită cu două brățări din alamă: cea din partea superioară este ștanțată la exterior și conține un lăcaș de prindere a bretelei pentru fixarea tecii la centură; brățara din alamă de formă triunghiulară de la talpa tecii se termină în vârf cu un bumb din alamă. | Muzeul Banatului, Timișoara | Cimec    |
|      | Kinjal rusesc                                                                                         | Datare: 1916 (o mie nouă sute șaisprezece) Școală: Zlatoust Dimensiuni: L lamă: 43,5 cm; L mâner: 16 cm; L: 59 cm; L teacă: 48 cm. Material: oțel; alamă; lemn; piele; forjare                                                                                            | Lama din oțel este ușor curbată cu două tăișuri și vârf ascuțit. Pe mijlocul lamei există câte două șanțuri înguste pe ambele fețe, șanțuri care se prelungesc pe aproximativ trei pătrimi din lungimea lamei. La partea superioară a lamei, în exterior, în apropierea talonului sunt vizibile două marcaje ștanțate, iar la partea interioară pe talon este ștanțat anul fabricației și marcajul producătorului. Mânerul din oțel este placat cu plăsele din lemn întărite la partea inferioară cu o brățară din alamă; la partea interioară brățara prezintă o inscripție ștanțată. Plăselele sunt fixate de mâner cu două nituri din alamă. Pe partea exterioară, capul niturilor se prezintă sub forma unui bumb semisferic din alamă, nitul din partea inferioară a mânerului fiind fixat împreună cu brățara din alamă. Mânerul acestui tip de armă albă nu este prevăzut cu gardă. Teaca din lemn îmbrăcată în piele este întărită cu două brățări din alamă: cea din partea superioară este ștanțată la interior și conține un lăcaș de prindere a bretelei pentru fixarea tecii la centură; brățara din alamă de formă triunghiulară de la talpa tecii se termină în vârf cu un bumb din alamă. | Muzeul Banatului, Timișoara | Cimec    |
|      | Sabie de grenadier                                                                                    | Datare: a doua jumătate a secolului al XVIII-lea Școală: Atelier central-european Dimensiuni: L lamă: 60 cm; L mâner: 12,5 cm; L: 72,5 cm. Material: oțel; alamă; lemn; piele; forjare; turnare                                                                           | Lama din oțel este ușor curbată cu tăiș pe muchia interioară, cu muchie exterioară netăioasă și având vârful ascuțit pe ambele părți. Mânerul și garda sunt realizate din alamă. Garda este dreaptă: un braț cu capătul evazat și terminat cu un bumb în partea dinspre muchia netăioasă a lamei și un braț de împreunare fixat de capul din alamă al mânerului. Garda este prevăzută cu câte un ecuson rombic stilizat, pe ambele fețe. Mânerul din alamă este placat la mijloc cu lemn îmbrăcat în piele, canelat în spirală de-a lungul suprafeței de prindere. Capul mânerului este ușor evazat și se termină cu un bumb metalic din alamă. | Muzeul Banatului, Timișoara | Cimec    |
|      | Sabie de fusilier                                                                                     | Datare: a doua jumătate a secolului al XVIII-lea Școală: Atelier central-european Dimensiuni: L lamă: 53,5 cm; L mâner: 12,5 cm; L: 67 cm; L teacă: 51,5 cm. Material: oțel; alamă; lemn; piele; forjare; turnare                                                         | Lama din oțel este ușor curbată cu tăiș pe muchia interioară, cu muchie exterioară netăioasă și având vârful ascuțit pe ambele părți. Mânerul și garda sunt realizate din alamă. Garda este dreaptă, cele două brațe ale gărzii terminându-se cu capete evazate, decorate în aceeași manieră. Garda este prevăzută cu câte un ecuson rombic stilizat, pe ambele fețe. Mânerul din alamă este placat la mijloc cu lemn îmbrăcat în piele, canelat de-a lungul suprafeței de prindere. Capul mânerului este ușor evazat și se termină cu un bumb metalic din alamă. Teaca din lemn îmbrăcată în piele este întărită la partea superioară cu o brățară din alamă, prevăzută cu un buton (în formă de inimă) de fixare a port-sabiei. Brățara metalică (probabil din alamă) de la talpa tecii lipsește. | Muzeul Banatului, Timișoara | Cimec    |
|      | Sabie                                                                                                 | Datare: sfârșitul secolului al XIX-lea / începutul secolului XX Școală: Atelier rusesc Dimensiuni: L lamă: 78 cm; L mâner: 14,5 cm; L: 93 cm. Material: oțel; metal alămit; os; forjare; gravare                                                                          | Lama din oțel este ușor curbată cu tăiș pe muchia interioară, cu muchie exterioară netăioasă și având vârful ascuțit pe ambele părți. Lama este prevăzută cu câte trei șanțuri (primele două mai înguste, al treilea mai lat) pe ambele fețe, pe aproape toată lungimea ei. La partea superioară a lamei, în exterior, există un decor cu motive vegetale stilizate. Sub acest decor, în apropierea talonului lamei, apare monograma țarului Nicolae al II-lea. În interior, pe partea superioară a lamei, vizibil același decor cu motive vegetale, urmat de o inscripție și reprezentarea stilizată a unui peisaj urban industrial. Mânerul din oțel este placat cu două plăsele din os alb, terminate la partea superioară cu aripioare îndoite spre muchia tăioasă a lamei. Plăselele sunt întărite cu o brățară metalică (alămită) la partea inferioară a mânerului și sunt fixate de mâner cu trei nituri metalice. Ambele plăsele prezintă crăpături perpendiculare pe axul mânerului. Mânerul acestui tip de armă albă nu este prevăzut cu gardă. | Muzeul Banatului, Timișoara | Cimec    |
|      | Sabie                                                                                                 | Datare: 1911 (o mie nouă sute unsprezece) Școală: Zlatoust Dimensiuni: L lamă: 86,5 cm; L mâner: 14 cm; L: 100,5 cm; L teacă: 89 cm. Material: oțel; alamă; lemn; piele; forjare; turnare                                                                                 | Lama din oțel este ușor curbată cu tăiș pe muchia interioară, cu muchie exterioară netăioasă și având vârful ascuțit pe ambele părți. Lama este prevăzută cu un șanț foarte lat pe ambele fețe, pe trei pătrimi din lungimea lamei, șanț care se îngustează spre partea inferioară a lamei. La partea superioară a lamei, în exterior, sunt ștanțate două marcaje și un număr iar la partea interioară, pe talon, este ștanțat anul fabricației și marcajul producătorului. Mânerul din alamă este placat la mijloc cu lemn canelat cu striații diagonale pe axa mânerului. Partea inferioară a mânerului este ștanțată pe ambele fețe. Capul mânerului din alamă este îndoit spre muchia tăioasă a lamei și prezintă la partea superioară un orificiu. Mânerul acestui tip de armă albă nu este prevăzut cu gardă. Teaca din lemn îmbrăcată în piele este întărită cu două brățări din alamă la cele două capete: cea din partea superioară este ștanțată la exterior și conține un lăcaș de prindere a bretelei pentru fixarea tecii la centură și o brățara din alamă de formă patrulateră la talpa tecii. Pe teacă există încă trei brățări înguste detașabile, prevăzute cu inele romboidale și un lăcaș de fixare pentru baioneta de pușcă Mosin-Nagant M. 1891. Brățara din mijloc este prevăzută cu un inel port-sabie din alamă. | Muzeul Banatului, Timișoara | Cimec    |
|      | Sabie                                                                                                 | Datare: 1897 (o mie opt sute nouăzeci și șapte) Școală: Zlatoust Dimensiuni: L lamă: 75,5 cm; L mâner: 12,5 cm; L: 89,5 cm; L teacă: 77 cm. Material: oțel; alamă; lemn; piele; forjare                                                                                   | Lama din oțel este ușor curbată cu tăiș pe muchia interioară, cu muchie exterioară netăioasă și având vârful ascuțit pe ambele părți. Lama este prevăzută cu un șanț foarte lat pe ambele fețe, pe aproape toată lungimea ei, șanț care se îngustează spre vârful lamei. La partea superioară a lamei, în exterior, sunt ștanțate două marcaje și un număr iar la partea interioară, pe talon, este ștanțat anul fabricației și marcajul producătorului. Mânerul și garda sunt din alamă. Garda este dreaptă, un braț se termină cu un inel aplatizat și îndoit spre muchia netăioasă a lamei și un braț din alamă de împreunare care este fixat de capul mânerului. Pe ambele fețe ale gărzii sunt ștanțate inscripții. Mânerul este placat la mijloc cu lemn canelat cu striații diagonale pe axa mânerului. Capul mânerului din alamă se termină la partea superioară cu un capac oval rotunjit din alamă. Teaca din lemn îmbrăcată în piele este întărită cu două brățări din alamă la cele două capete: cea din partea superioară este prevăzută cu un lăcaș de prindere a bretelei pentru fixarea tecii la centură și o brățara din alamă de formă patrulateră la talpa tecii. Pe teacă mai există spre partea superioară o brățară îngustă detașabilă, prevăzută cu un inel port-sabie din alamă la muchia interioară. | Muzeul Banatului, Timișoara | Cimec    |
|      | Sabie maghiară                                                                                        | Datare: 1843 (o mie opt sute patruzeci și trei) Școală: Atelier central-european Dimensiuni: L lamă: 81 cm; L mâner: 12 cm; L: 93 cm; L teacă: 85 cm. Material: oțel; lemn; piele; forjare; gravare                                                                       | Lama din oțel este curbată cu tăiș pe muchia interioară, cu muchie exterioară netăioasă și având vârful ascuțit pe ambele părți. Lama nu este prevăzută cu șanț pe lungimea ei; lama este foarte subțire, începând să se subțieze din imediata apropiere a muchiei netăioase. La partea superioară a lamei, în exterior, există ornamente geometrice și punctate. Tot la partea superioară a lamei, pe muchia netăioasă, există o inscripție gravată. Mânerul și garda sunt din oțel. Garda este dreaptă, cu un braț evazat la capăt și îndoit spre muchia netăioasă a lamei și un braț de împreunare arcuit la partea superioară, care este fixat de capul mânerului. Pe ambele fețe ale gărzii există câte un ecuson metalic, de formă semicirculară. Mânerul din metal este placat la mijloc cu lemn îmbrăcat în piele, prezentând caneluri orizontale pe axa mânerului, pe întreaga suprafață de prindere. Capul mânerului se termină la partea superioară cu un nit metalic. Teaca metalică este întărită la partea superioară cu o brățară gravată cu motive geometrice iar la partea inferioară prezintă un element metalic de ranforsare, ce înconjoară muchia din jurul vârfului tecii. Pe teacă mai există două brățări rotunde de formă semi-sferică, prevăzute fiecare cu câte un inel port-sabie. | Muzeul Banatului, Timișoara | Cimec    |
|      | Sabie prusacă                                                                                         | Datare: a doua jumătate a secolului al XIX-lea Școală: Solingen (Germania) Dimensiuni: L lamă: 86 cm; L mâner: 12 cm; L: 99 cm. Material: oțel; alamă; lemn; piele; forjare; gravare; turnare                                                                             | Lama din oțel este ușor curbată cu tăiș pe muchia interioară, cu muchie exterioară netăioasă și având vârful ascuțit pe ambele părți. Lama este prevăzută cu un șanț lat pe ambele fețe, pe aproape toată lungimea ei. Lama este gravată cu motive vegetale și panoplii pe ambele fețe. La partea superioară a lamei, pe ambele fețe, în apropierea talonului, există câte o inscripție gravată ilizibilă. Mânerul și garda sunt turnate din alamă. Garda este dreaptă, cu un braț aplatizat la capăt și îndoit spre muchia netăioasă a lamei și un braț de împreunare arcuit la partea superioară, care este fixat de capul mânerului (sub forma unui cap de leu). Pe ambele fețe ale gărzii există câte un ecuson patrulater din alamă, cel exterior fiind decorat cu două stindarde încrucișate încadrate într-o coroană din frunze de lauri. Brațul arcuit de împreunare al gărzii este decorat la partea exterioară cu motive vegetale stilizate și cu o cască de armură. Mânerul din alamă este placat la mijloc cu lemn îmbrăcat în piele, prezentând caneluri orizontale pe axa mânerului, și conținând sârmă împletită strânsă pe fiecare striație (canelură). Mânerul prezintă pe fiecare parte câte un braț semicircular de fixare a lemnului, decorat cu motive vegetale. Mânerului se termină la partea superioară cu un cap de leu stilizat. Teaca lipsește, între cele două ecusoane este înțepenit manșonul superior al tecii. | Muzeul Banatului, Timișoara | Cimec    |
|      | Sabie de cavalerie                                                                                    | Datare: 1848 (o mie opt sute patruzeci și opt) Școală: Jurmann (Viena) Dimensiuni: L lamă: 92,5 cm; L mâner: 15 cm; L: 108,5 cm; L teacă: 94,5 cm. Material: oțel; lemn; piele; forjare; traforare                                                                        | Lama din oțel este ușor curbată cu tăiș pe muchia interioară, cu muchie exterioară netăioasă și având vârful ascuțit pe ambele părți. Lama este prevăzută cu un șanț lat pe ambele fețe, pe aproape toată lungimea ei. Spre mijlocul lamei, pe ambele fețe, este gravată stema Ungariei redată într-o panoplie. Pe lamă la partea interioară, pe talon, este ștanțat numele producătorului. Mânerul și garda sunt din oțel. Garda masivă traforată cu șapte orificii circulare, are marginile ușor îndoite spre mâner; garda este ranforsată cu o întăritură metalică prezentă de jur-împrejurul gărzii. La partea inferioară, spre muchia netăioasă a lamei, garda prezintă un element metalic de formă cilindrică, sub care stă inscripționat numele fabricantului și anul fabricației. Brațul de împreunare al gărzii se îngustează spre partea superioară, fiind traforat în partea superioară în apropierea locului de fixare de capul mânerului. Mânerul metalic este placat la mijloc cu lemn îmbrăcat în piele, prezentând caneluri orizontale pe axa mânerului, pe întreaga suprafață de prindere. Capul mânerului ușor evazat se termină la partea superioară cu un nit metalic de formă ovală. Teaca metalică masivă este întărită la partea superioară cu un îngust manșon metalic și la partea inferioară cu un element metalic de ranforsare, ce înconjoară muchia din jurul vârfului tecii. Pe teacă mai există două brățări metalice, prevăzute fiecare cu câte un inel port-sabie. La partea superioară a tecii, în interior, este gravat numele producătorului și anul fabricației. | Muzeul Banatului, Timișoara | Cimec    |
|      | Sabie românească                                                                                      | Datare: primele decenii ale secolului XX Școală: Solingen (lamă de Toledo) Dimensiuni: L lamă: 80,5 cm; L mâner: 13 cm; L: 94 cm; L teacă: 82 cm. Material: oțel; ebonită; forjare; turnare                                                                               | Lama din oțel nichelată este dreaptă cu tăiș pe muchia interioară, cu muchie exterioară netăioasă și având vârful ascuțit pe ambele părți. Lama este prevăzută cu un șanț pe ambele fețe, pe aproape toată lungimea ei. La partea superioară a lamei, în exterior, există un decor cu motive vegetale stilizate care încadrează o inscripție și monograma regelui Ferdinand I. La partea superioară a lamei, în interior, același decor cu motive vegetale care încadrează o inscripție (inscripția a fost ulterior ștearsă). Mânerul și garda sunt din metal nichelat. Garda este dreaptă, cu un braț aplatizat și îndoit spre muchia netăioasă a lamei și un braț de împreunare care este fixat de capul mânerului sub forma unui cap de vultur. Garda este complexă, ea cuprinde încă trei brațe spiralate care pornesc din dreptul ecusonului exterior și se continuă până la mijlocul brațului de împreunare, fiind fixate de acesta. Muchia laterală din partea interioară a gărzii este îndoită spre lamă. Pe ambele fețe ale gărzii există câte un ecuson de formă patrulateră, dispus la partea inferioară. Reprezentările celor două ecusoane au fost ulterior șterse. Brațele gărzii prezintă un decor cu motive vegetale stilizate. Mânerul din metal este placat la mijloc cu ebonită, partea superioară prezentând caneluri orizontale pe axa mânerului. Partea inferioară a mânerului este decorată în aceeași manieră cu garda. Capul mânerului se termină la partea superioară cu un cap de vultur stizilat; sunt prevăzute pietre decorative fixate în zona ochilor vulturului, piatra din partea interioară lipsește. Teaca metalică nichelată este întărită la partea superioară cu un manșon subțire iar la partea inferioară prezintă un element metalic de ranforsare, ce înconjoară muchia din jurul vârfului tecii. Pe teacă mai există o brățară îngustă metalică, prevăzută cu două inele port-sabie dispuse pe cele două muchii. | Muzeul Banatului, Timișoara | Cimec    |
|      | Sabie turcească                                                                                       | Datare: secolul al XIX-lea Școală: Atelier turcesc Dimensiuni: L lamă: 76 cm; L mâner: 12 cm; L: 90 cm; L teacă: 83 cm. Material: oțel; argint; alamă; os; lemn; piele; forjare; gravare; batere                                                                          | Lama din oțel este curbată cu tăiș pe muchia interioară, cu muchie exterioară netăioasă și având vârful ascuțit pe ambele părți. La partea superioară a lamei, în interior, există un ornament oriental damaschinat cu fir din aur. Garda este din argint, în formă de S cu terminațiile brațelor în formă de melc. Garda este bogat decorată cu motive vegetale și florale stilizate. Brațul gărzii dinspre muchia tăioasă a lamei este prevăzut cu un mic inel fixat de capătul brațului. Pe ambele fețe ale gărzii există câte un ecuson rombic stilizat din argint, bogat decorat în aceeași manieră cu restul gărzii. Ecusonul de pe partea exterioară este incomplet. Mânerul din metal este placat pe întreaga muchie cu tablă din argint decorată cu motive vegetale și florale stilizate. Pe cele două laturi, mânerul este placat cu plăsele din os alb. La partea superioară, mânerul este terminat cu un cap evazat îndoit spre tăișul lamei, prezentând la mijloc un orificiu transversal pe lățimea mânerului. Plăseaua de pe partea interioară este ruptă în locul de îmbinare cu ecusonul gărzii. Plăselele sunt fixate cu trei nituri din alamă. Teaca din lemn îmbrăcată în piele este întărită la cele două capete cu două brățări masive din argint, care acoperă împreună aproximativ două treimi din suprafața tecii. Brățara inferioară este ranforsată la talpa tecii, fiind terminată cu un bumb metalic din argint. Brățările sunt bogat decorate cu motive vegetale și florale stilizate. Pe teacă mai există două brățări din argint de dimensiuni mai mici, de formă romboidală, decorate în aceeași manieră cu celelalte brățări ale tecii, ele fiind prevăzute la muchia exterioară cu câte un inel port-sabie. | Muzeul Banatului, Timișoara | Cimec    |
|      | Sabie turcească                                                                                       | Datare: Mijlocul secolului al XIX-lea. Școală: Atelier turcesc Dimensiuni: L lamă: 80 cm; L mâner: 12,5 cm; L: 94 cm; L teacă: 82 cm. Material: oțel; alamă; os; lemn; piele; forjare; gravare; turnare                                                                   | Lama din oțel este curbată cu tăiș pe muchia interioară, cu muchie exterioară netăioasă și având vârful ascuțit pe ambele părți. La partea superioară a lamei, pe ambele fețe, sunt prezente ornamente și inscripții realizate rudimentar și ulterior anului fabricației. Pe partea exterioară a lamei sunt prezente inscripții și mai multe simboluri gravate: semilună, soare stilizat, cruciulițe dispuse într-un cerc etc. Pe partea interioară există un decor similar plus câteva motive florale stilizate la partea inferioară a gravurii. Garda este din alamă, în formă de S cu terminațiile brațelor în formă de melc. Pe ambele fețe ale gărzii există câte un ecuson rombic stilizat din alamă, ambele fiind incomplete, cel din partea exterioară a gărzii are ambele brațe rupte. Mânerul din metal este placat pe întreaga muchie cu tablă din alamă gravată cu striații longitudinale paralele. Pe cele două laturi, mânerul este placat cu plăsele din os de culoare închisă. La partea superioară, mânerul este terminat cu un cap evazat îndoit spre tăișul lamei. Capul mânerului este prevăzut cu câte o întăritură din alamă de forma unui ochi stilizat, pe ambele fețe și care conține un orificiu transversal pe lățimea mânerului. Plăselele sunt fixate cu două nituri metalice. Teaca din lemn îmbrăcată în piele este întărită la cele două capete cu două brățări masive din alamă, care acoperă împreună mai mult de două treimi din suprafața tecii. Pe mijlocul tecii, la terminațiile celor două brățări masive, există încă două brățări înguste și solide din alamă, ce ranforsează terminațiile brățărilor precedente. Brățările înguste sunt prevăzute la muchia exterioară cu câte un inel port-sabie din alamă. | Muzeul Banatului, Timișoara | Cimec    |
|      | Sabie turcească                                                                                       | Datare: Mijlocul secolului al XIX-lea. Școală: Atelier turcesc Dimensiuni: L lamă: 77 cm; L mâner: 12 cm; L: 90,5 cm; L teacă: 80 cm. Material: oțel; alamă; os; lemn; piele; forjare; gravare; turnare                                                                   | Lama din oțel este curbată cu tăiș pe muchia interioară și cu muchie exterioară netăioasă. Lama este simplă, nu cuprinde inscripții, ornamente sau șanturi longitudinale pe lungimea ei. Garda este din alamă, în formă de S cu terminațiile brațelor în formă de melc. Pe ambele fețe ale gărzii există câte un ecuson rombic stilizat din alamă. Mânerul din metal este placat pe întreaga muchie cu tablă din alamă gravată cu striații longitudinale paralele. Pe cele două laturi, mânerul este placat cu plăsele din os de culoare închisă. La partea superioară, mânerul este terminat cu un cap evazat îndoit spre tăișul lamei. Capul mânerului este prevăzut cu câte o întăritură din alamă de forma unui ochi stilizat, pe ambele fețe și care conține un orificiu transversal pe lățimea mânerului. Plăselele sunt fixate cu două nituri metalice. Plăseaua din exterior este ruptă la partea inferioară în locul de îmbinare cu ecusonul gărzii, spațiul fiind completat ulterior. Teaca din lemn îmbrăcată în piele este întărită la cele două capete cu două brățări masive din alamă, care acoperă împreună aproximativ trei pătrimi din suprafața tecii. Brățara inferioară conține un element din alamă de ranforsare, care este crestat pe muchia inferioară de la talpa tecii. Spre mijlocul tecii, la terminațiile celor două brățări masive, există încă două brățări înguste și solide din alamă, ce ranforsează terminațiile brățărilor precedente. Brățările înguste sunt prevăzute la muchia exterioară cu câte un inel port-sabie din alamă. | Muzeul Banatului, Timișoara | Cimec    |
|      | Sabie turcească                                                                                       | Datare: a doua jumătate a secolului al XVIII-lea / începutul secolului al XIX-lea Școală: Atelier turcesc Dimensiuni: L lamă: 81 cm; L mâner: 12,5 cm; L: 94,5 cm; L teacă: 84 cm. Material: oțel; alamă; lemn; piele; forjare; gravare; turnare                          | Lama din oțel este curbată cu tăiș pe muchia interioară și cu muchie exterioară netăioasă. Lama este simplă, nu cuprinde inscripții, ornamente sau șanturi longitudinale pe lungimea ei. Garda din alamă este dreaptă cu terminațiile brațelor evazate, de forma unor butoni cu cap semisferic. Marginile gărzii sunt bogat decorate prin gravare cu motive vegetale stilizate și motive geometrice. Pe ambele fețe ale gărzii există câte un ecuson rombic stilizat din alamă și decorat în aceeași manieră cu restul gărzii. Brațul superior al ecusonului din interior este rupt la jumătatea lungimii. Mânerul din metal este placat pe întreaga muchie cu tablă din alamă gravată cu motive geometrice. Pe cele două laturi, mânerul este placat cu plăsele din lemn. La partea superioară, mânerul este terminat cu un cap evazat masiv, îndoit spre tăișul lamei. Capul mânerului conține un orificiu transversal pe lățimea acestuia. Plăselele sunt fixate cu două nituri din alamă. Teaca din lemn îmbrăcată în piele este întărită la partea inferioară cu o brățară masivă din alamă, aceasta fiind ranforsată cu un element metalic, ce înconjoară muchia din jurul vârfului tecii. Brățara este gravată pe muchie și la partea superioară, pe ambele fețe. Brățara de întărire de la partea superioară a tecii lipsește la ora actuală. Spre mijlocul tecii există încă două brățări înguste și solide din alamă, prevăzute la muchia exterioară cu câte un inel port-sabie din metal. Cele două brățări înguste sunt decorate în aceeași manieră cu garda sabiei. | Muzeul Banatului, Timișoara | Cimec    |
|      | Sabie turcească                                                                                       | Datare: a doua jumătate a secolului al XVIII-lea Școală: Atelier turcesc Dimensiuni: L lamă: 78 cm; L mâner: 12,5 cm; L: 91,5 cm Material: oțel; alamă; os; forjare; damaschinare                                                                                         | Lama din oțel este puternic curbată cu tăiș pe muchia interioară, cu muchie exterioară netăioasă și având vârful ascuțit pe ambele părți. La partea superioară a lamei, în exterior, există un ornament damaschinat cu fir din aur. Vârful lamei ("jalman") este lățit la partea superioară și ascuțit pe muchia exterioară. Garda din alamă este dreaptă cu terminațiile brațelor având un mic element cilindric perpendicular pe brațul gărzii și un bumb alungit și fațetat, pe ambele părți. Pe ambele fețe ale gărzii există câte un ecuson rombic stilizat din alamă, cu brațele subțiri dând impresia unei gărzi în formă de cruce. Mânerul din metal este placat pe întreaga muchie cu tablă (alamă?) simplă nedecorată. Pe cele două laturi, mânerul este placat cu plăsele din os de culoare închisă. La partea superioară, mânerul este terminat cu un cap ușor evazat și puternic îndoit spre tăișul lamei. Capul mânerului este prevăzut cu câte o întăritură din alamă de forma unui ochi stilizat, pe ambele fețe și care conține un orificiu transversal pe lățimea mânerului. Plăselele sunt fixate cu două nituri metalice din alamă. | Muzeul Banatului, Timișoara | Cimec    |
|      | Sabie balcanică                                                                                       | Datare: secolul al XIX-lea Școală: Atelier balcanic Dimensiuni: L lamă: 77 cm; L mâner: 12,5 cm; L: 90 cm; L teacă: 80 cm. Material: oțel; fier; lemn; piele; forjare; gravare; batere                                                                                    | Lama din oțel este curbată cu tăiș pe muchia interioară, cu muchie exterioară netăioasă și având vârful ascuțit pe ambele părți. Pe lamă există un șanț median îngust, pe ambele fețe pe aproape toată lungimea ei. La partea superioară a lamei, în exterior, există cinci semne gravate dispuse la baza șanțului exterior. Pe ambele fețe ale lamei în apropierea muchiei exterioare netăioase este prezent un decor geometric, sub forma unor semicercuri succesive prevăzute la marginea exterioară cu minuscule triunghiuri dând impresia unor raze stilizate. Acest decor prezent pe ambele fețe ale lamei se termină la partea inferioară în imediata apropiere a vârfului lățit. Vârful lamei ("jalman") este lățit la partea superioară și ascuțit pe muchia exterioară. Garda metalică în formă de S are brațul inferior ușor îndoit spre muchia netăioasă a lamei și brațul superior îndoit spre mâner. Terminațiile brațelor prezintă câte un bumb metalic, cel superior fiind mai evazat. Pe ambele fețe ale gărzii există câte un ecuson rombic stilizat din metal, cu brațele subțiri dispuse perpendicular pe gărdă, în formă de cruce. Mânerul din metal este placat pe întreaga muchie cu tablă simplă nedecorată. Pe cele două laturi, mânerul este placat cu plăsele din lemn de culoare închisă. La partea superioară, mânerul este terminat cu un cap evazat și îndoit spre tăișul lamei. Capul mânerului este prevăzut cu câte o întăritură metalică de forma unui ochi stilizat, pe ambele fețe și care conține un orificiu transversal pe lățimea mânerului. Teaca din lemn îmbrăcată în piele este întărită la cele două capete cu două brățări masive din metal, care acoperă împreună aproximativ două treimi din suprafața tecii. Cele două brățări sunt realizate ulterior, într-o manieră rudimentară. Brățara inferioară prezintă la talpa tecii un inel din tablă. Pe mijlocul tecii sunt vizibile urme de reparație și adăugire a unei fășii din piele. | Muzeul Banatului, Timișoara | Cimec    |
|      | Sabie balcanică                                                                                       | Datare: secolul al XVIII-lea Școală: Atelier balcanic Dimensiuni: L lamă: 82 cm; L mâner: 10,5 cm; L: 92,5 cm; L teacă: 84 cm. Material: oțel; alamă; os; lemn; forjare; batere                                                                                           | Lama din oțel este curbată cu tăiș pe muchia interioară, cu muchie exterioară netăioasă și având vârful ascuțit pe ambele părți. În contrast cu subțirimea lamei, muchia exterioară este lată și puternic profilată. Vârful lamei ("jalman") este lățit la partea superioară și ascuțit pe muchia exterioară. Garda din alamă este dreaptă fiind realizată prin lipirea a două secțiuni corespunzătoare celor două fețe ale gărzii. Terminațiile brațelor prezintă câte un bumb din alamă evazat și ușor alungit, pe ambele părți. Unul din brațele gărzii, de pe partea interioară, este incomplet. Pe ambele fețe ale gărzii există câte un ecuson rombic stilizat din alamă. Mânerul din metal este placat cu plăsele din os de culoare închisă. La partea superioară, mânerul este terminat cu un cap îndoit spre tăișul lamei. Plăselele sunt fixate cu patru nituri metalice masive. Teaca din lemn este placată în întregime cu tablă din alamă. Plăcile din alamă sunt întărite și fixate cu brățări înguste din alamă dispuse la distanță relativ apropiată una de alta. Alături de brățările înguste, teaca mai prezintă și două brățări late dispuse una la mijlocul, cealaltă la partea superioară a tecii, ambele fiind prevăzute cu câte un inel port-sabie. | Muzeul Banatului, Timișoara | Cimec    |
|      | Sabie turcească                                                                                       | Datare: a doua jumătate a secolului al XIX-lea Școală: Atelier turcesc Dimensiuni: L lamă: 75 cm; L mâner: 12 cm; L: 88,5 cm; L teacă: 78 cm. Material: oțel; alamă; lemn; piele; forjare; turnare                                                                        | Lama din oțel este curbată cu tăiș pe muchia interioară, cu muchie exterioară netăioasă și având vârful ascuțit pe ambele părți. Muchia exterioară netăioasă este lată și puternic profilată. Pe lamă există un decor oriental gravat, pe ambele fețe, pe două treimi din lungimea ei (de la partea superioară până la vârful lățit). Vârful lamei ("jalman") este lățit la partea superioară și ascuțit pe muchia exterioară. Garda din alamă este dreaptă cu terminațiile brațelor având câte un bumb sferic din alamă pe ambele părți. Pe ambele fețe ale gărzii există câte un ecuson lat din alamă, cu terminațiile brațelor rotunjite. Mânerul din metal este placat pe muchia exterioară cu tablă simplă nedecorată din alamă. Pe placa din tablă a mânerului există șuruburi de fixare. Partea metalică a mânerului este îmbrăcată cu lemn; lemnul mânerului este fixat în partea centrală cu un nit din alamă. La partea superioară, mânerul este terminat cu un cap ușor îndoit spre tăișul lamei. Teaca din lemn îmbrăcată în piele este întărită la cele două capete cu două brățări masive din alamă: brățara superioară este prevăzută cu un inel port-sabie iar cea inferioară prezintă un element metalic din alamă de ranforsare, ce înconjoară muchia din jurul vârfului tecii. Pe mijlocul tecii există o a treia brățară din alamă, mult mai îngustă și care conține un al doilea inel port-sabie. | Muzeul Banatului, Timișoara | Cimec    |
|      | Sabie turcească                                                                                       | Datare: secolul al XIX-lea Școală: Atelier turcesc Dimensiuni: L lamă: 69 cm; L mâner: 11 cm; L: 81 cm; L teacă: 71,5 cm. Material: oțel; alamă; lemn; forjare; turnare; gravare                                                                                          | Lama din oțel este curbată cu tăiș pe muchia interioară, cu muchie exterioară netăioasă și având vârful ascuțit pe ambele părți. Muchia exterioară netăioasă este lată și puternic profilată. Pe lamă există două șanțuri suprapuse lângă muchia netăioasă, pe ambele fețe ale lamei. Primul este mai scurt, terminându-se în apropierea vârfului lărgit al lamei iar al doilea se continuă pe aproape toată lungimea lamei. Pe lamă la partea superioară, în exterior, este gravată o semilună stilizată. Vârful lamei ("jalman") este lățit la partea superioară și ascuțit pe muchia exterioară. Garda este turnată din alamă de formă semicirculară, de tipul săbiilor poloneze "karabel", având brațele gărzii îndoite spre muchiile lamei, terminate cu capete lățite și aplatizate. Pe ambele fețe ale gărzii există câte un ecuson din alamă, de formă rombică stilizată, brațele ecusoanelor fiind subțiri și alungite. Mânerul metalic este turnat din alamă, având secțiunea de formă octogonală. Mânerul este îmbinat la partea inferioară cu garda sabiei. Pe mijlocul mânerului, pe ambele fețe, există câte o nervură ce pornește de la terminația ecusoanelor, inițial de forma unui mic romb din alamă și se prelungește până la terminația superioară a mânerului. Capul mânerului este ușor subțiat, aplatizat și îndoit spre tăișul lamei. Teaca din lemn este întărită la partea inferioară cu o brățară masivă din alamă iar spre mijlocul tecii cu o brățară îngustă tot din alamă. Brățara inferioară este incompletă, îi lipsește plăcuța metalică de la talpa tecii. Brățara îngustă din partea superioară este decorată cu motive geometrice și prezintă la muchia exterioară un inel port-sabie, în timp ce la muchia interioară sunt vizibile urme de lipire (exista probabil un al doilea inel port-sabie, care acum lipsește). | Muzeul Banatului, Timișoara | Cimec    |
|      | Sabie balcanică                                                                                       | Datare: secolul al XVIII-lea Școală: Atelier balcanic Dimensiuni: L lamă: 80 cm; L mâner: 11,5 cm; L: 92 cm; L teacă: 89 cm. Material: oțel; fier; os; lemn; piele; forjare; gravare; turnare                                                                             | Lama din oțel este curbată cu tăiș pe muchia interioară, cu muchie exterioară netăioasă și având vârful ascuțit pe ambele părți. Pe lamă există două șanțuri suprapuse, plasate lângă muchia netăioasă, pe ambele fețe ale lamei, pe aproape toată lungimea ei. La partea superioară a lamei pe ambele fețe, la baza celor două șanțuri sunt gravate semne/litere indescifrabile. Vârful lamei ("jalman") este lățit și ascuțit pe muchia exterioară. Garda din fier este dreaptă cu terminațiile celor două brațe ușor evazate, sub forma unor minuscule piramide stilizate (brațele au secțiunea de formă patrulateră). Pe ambele fețe ale gărzii există câte un ecuson rombic simplu, nedecorat. Mânerul din metal este placat cu plăsele din os de culoare închisă. La partea inferioară plăselele sunt debitate, respectând forma ecusonului. La partea superioară, mânerul este lățit și evazat fiind terminat cu un cap de pasăre stilizat, tipic pentru mânerele săbiilor karabela. Plăselele sunt fixate cu două nituri metalice și prezintă la partea superioară un orificiu transversal pe lățimea mânerului. Teaca din lemn îmbrăcată în piele este întărită la cele două capete cu două brățări masive din tablă zincată, realizate și fixate ulterior. La partea superioară a tecii lipsesc fragmente din pielea care inițial îmbrăca teaca din lemn. La mijlocul și la partea superioară a tecii se păstrează două brățări din fier autentice, cea de la mijlocul tecii fiind prevăzută cu un inel port-sabie metalic. | Muzeul Banatului, Timișoara | Cimec    |
|      | Sabie maghiară                                                                                        | Datare: 1839 (o mie opt sute treizeci și nouă) Școală: Atelier central-european Dimensiuni: L lamă: 82 cm; L mâner: 13 cm; L: 96 cm; L teacă: 84 cm. Material: oțel; alamă; os; lemn; catifea; forjare; gravare; turnare; batere                                          | Lama din oțel este curbată cu tăiș pe muchia interioară, cu muchie exterioară netăioasă și având vârful ascuțit pe ambele părți. Lama este prevăzută cu un șanț lat pe ambele fețe, pe aproape toată lungimea ei. Partea superioară a lamei, pe ambele fețe, prezintă urme de coroziune. Garda este dreaptă, turnată din alamă și bogat decorată cu motive vegetale și florale stilizate. Brațele gărzii se termină cu câte un bumb din alamă decorat în aceeași manieră. Pe ambele fețe ale gărzii există câte un ecuson din alamă bogat decorat; pe ambele ecusoane apare figura stilizată a unui personaj mitic, Medusa, iar brațul inferior al ecusonului este alungit și decorat cu motive vegetale (împletite). Partea superioară a ecusonului face corp comun cu mânerul fiind decorată în aceeași manieră cu brațul inferior al ecusonului. Mânerul din metal este placat pe întreaga muchie cu tablă din alamă simplă. Pe cele două laturi, mânerul este placat cu plăsele din os de culoare deschisă. La partea superioară, mânerul este terminat cu un cap evazat, circular, îndoit spre tăișul lamei. Plăselele sunt fixate cu două nituri din alamă decorate cu nervuri radiale; nitul de la partea superioară a mânerului este traforat, prezentând un orificiu transversal pe lățimea mânerului. Teaca din lemn îmbrăcată în catifea roșie este întărită la cele două capete cu două brățări masive din alamă. Brățara superioară prezintă un lăcaș special realizat pentru fixarea și îmbinarea tecii cu ecusonul gărzii, pe ambele fețe ale brățării. Brățara este decorată cu motive vegetale și florale stilizate. Brățara de la partea inferioară este bogat decorată în aceeași manieră cu cea superioară, în plus prezintă și câteva motive geometrice; la talpa tecii brățara se termină cu o floare stilizată, formată din trei petale. La partea superioară, mai spre mijlocul tecii, există încă două brățări mai înguste de formă ovală, decorate cu motive geometrice și prevăzute ambele cu câte un inel port-sabie din alamă la muchia exterioară. | Muzeul Banatului, Timișoara | Cimec    |
|      | Sabie maghiară                                                                                        | Datare: mijlocul secolului al XIX-lea Școală: Atelier central-european Descoperit: jud. Timiș, Potporanj, Austro-Ungaria Dimensiuni: L lamă: 78 cm; L mâner: 11 cm; L: 90,5 cm; L teacă: 81 cm. Material: oțel; alamă; lemn; piele; forjare; gravare; turnare; batere     | Lama din oțel este curbată cu tăiș pe muchia interioară, cu muchie exterioară netăioasă și având vârful ascuțit pe ambele părți. Lama este prevăzută cu un șanț lat pe ambele fețe, pe aproape toată lungimea ei. Partea superioară a lamei, pe ambele fețe, este decorată prin gravare cu motive vegetale și florale stilizate. Garda în formă de S este turnată din alamă și bogat decorată cu motive vegetale și geometrice (mici puncte și striații). Brațele gărzii se termină cu câte un bumb din alamă evazat, de formă circulară și îndoit: unul spre muchia netăioasă, celălalt spre mâner. La partea exterioară, capetele brațelor sunt decorate cu un vultur bicefal (terminația brațului superior) și o coroană (terminația celui inferior). La partea interioară, capetele gărzii sunt decorate cu o coroană (cel inferior) și o monogramă (în cazul celui superior). Pe ambele fețe ale gărzii există câte un ecuson din alamă sub forma unui blazon, având în centrul câmpului un vultur bicefal cu o coroană deasupra și șase steme, din care una mare centrală și cinci mai mici laterale. Mânerul din metal este placat pe întreaga muchie cu tablă din alamă decorată cu motive vegetale și florale stilizate. Pe cele două laturi, mânerul este placat cu păsele din lemn îmbrăcate în piele (restaurare modernă), plăselele autentice din sidef, lipsesc la ora actuală. La partea superioară, mânerul este terminat cu un cap turnat din alamă, de forma unui cap de leu, îndoit spre tăișul lamei. Sub capul de leu, există o bandă îngustă din alamă inscripționată pe ambele fețe, urmată de un decor floral și vegetal stilizat. Teaca din lemn îmbrăcată în piele este întărită la cele două capete cu două brățări din alamă. Brățara superioară este bogat decorată cu motive vegetale și florale stilizate, fiind prevăzută cu un inel port-sabie la muchia exterioară. Brățara de la talpa tecii este mai lată, bogat decorată în aceeași manieră cu cea superioară, având un element metalic de ranforsare ce înconjoară muchia din jurul vârfului tecii. Spre mijlocul tecii mai există o brățară decorată în aceeași manieră cu celelalte două brățări ale tecii, fiind prevăzută cu un inel port-sabie din alamă la muchia exterioară. | Muzeul Banatului, Timișoara | Cimec    |
|      | Sabie de paradă                                                                                       | Datare: prima jumătate a secolului al XIX-lea Școală: Atelier central-european Dimensiuni: L lamă: 79 cm; L mâner: 12,5 cm; L: 92 cm; L teacă: 82 cm. Material: oțel; alamă; sidef; forjare; gravare; turnare; batere                                                     | Lama din oțel este curbată cu tăiș pe muchia interioară, cu muchie exterioară netăioasă și având vârful ascuțit pe ambele părți. Lama este prevăzută cu un șanț lat și puțin adâncit pe ambele fețe, pe aproape toată lungimea ei. Partea superioară a lamei, pe ambele fețe, este decorată prin gravare cu motive vegetale și florale stilizate, pe două treimi din lungimea lamei. Garda turnată din alamă este dreaptă și bogat decorată cu motive vegetale și geometrice. Brațele gărzii se termină cu câte un bumb din alamă evazat, ambele terminații fiind îndoite spre cele două muchii ale lamei. Bumbul dinspre muchia netăioasă este de forma unei ghinde stilizate iar cel dinspre muchia tăioasă este circular, fiind decorat pe ambele fețe cu motive florale. Pe ambele fețe ale gărzii există câte un ecuson din alamă de formă semicirculară, bogat decorat. Decorul ecusoanelor este format dintr-un chip uman înconjurat de raze, întregul ornament fiind încadrat într-un cerc. Atașat de brațul dinspre muchia tăioasă, este un braț de împreunare fixat de capul mânerului. Brațul de împreunare din alamă apare stilizat sub forma unei figuri antropomorfe: figură feminină cu coadă de sirenă la partea inferioară și aripi la partea superioară. Mânerul din metal este placat pe întreaga muchie cu tablă din alamă decorată cu motive vegetale stilizate. Pe cele două laturi, mânerul este placat cu plăsele din sidef alb. La partea superioară, mânerul este turnat din alamă și decorat cu motive vegetale fiind terminat cu un cap turnat din alamă, de forma unui cap uman, îndoit spre tăișul lamei. Teaca metalică din alamă este bogat decorată cu motive vegetale și florale pe toată suprafața, pe ambele laturi. La talpa tecii există un element metalic de ranforsare ce înconjoară muchia din jurul vârfului tecii. Pe teacă sunt prezente două brățări din alamă decorate în aceeași manieră cu restul tecii. Brățările sunt ușor bombate, de formă oarecum ovală, fiind prevăzute cu câte un inel port-sabie din metal la muchia exterioară. | Muzeul Banatului, Timișoara | Cimec    |
|      | Sabie de paradă Autor: Bernhard Wilhelm Ohligs                                                        | Datare: mijlocul secolului al XIX-lea Școală: Atelier vienez Dimensiuni: L lamă: 77 cm; L mâner: 13,5 cm; L: 91,5 cm Material: oțel; alamă; gravare; turnare | Lama din oțel este curbată cu tăiș pe muchia interioară, cu muchie exterioară netăioasă și având vârful ascuțit pe ambele părți. Lama este prevăzută cu un șanț lat și puțin adâncit pe ambele fețe, pe aproape toată lungimea ei. La partea superioară a lamei, pe ambele fețe, există gravuri cu motive vegetale și florale. Spre talon sunt vizibile inscripții pe ambele fețe. Garda este dreaptă, turnată din alamă și bogat decorată cu motive vegetale stilizate. Brațele gărzii au terminațiile evazate, cu câte un bumb din alamă la fiecare din capete. Brațele gărzii sunt decorate cu motive vegetale stilizate, pe ambele fețe. Pe ambele fețe ale gărzii există câte un ecuson din alamă rombic stilizat, bogat decorat în aceeași manieră cu brațele gărzii. Mânerul sabiei turnat din alamă este bogat decorat pe ambele fețe cu motive vegetale și florale stlizate. La partea superioară, mânerul este terminat cu un cap evazat de formă circulară, îndoit spre tăișul lamei. | Muzeul Banatului, Timișoara | Cimec    |
|      | Paloș austriac                                                                                        | Datare: începutul secolului al XVIII-lea (lama) Școală: Atelier central-european Dimensiuni: L lamă: 80,5 cm; L mâner: 13,5 cm; L: 95 cm Material: oțel; corn; gravare; forjare; batere                                                                                   | Lama din oțel este dreaptă cu tăiș pe muchia interioară, cu muchie exterioară netăioasă și având vârful ascuțit pe ambele părți. Lama este prevăzută cu două șanțuri late suprapuse, pe ambele fețe; șanțul median se continuă pe toată lungimea lamei iar șanțul de lângă muchia netăioasă se bifurcă în alte două șanțuri înguste despărțite de o muchie mediană. La partea superioară a lamei sunt gravate decoruri cu motive vegetale și florale care încadrează câte o inscripție și un călăreț pe ambele fețe ale lamei: cel de pe exteriorul lamei poartă în mână o spadă ridicată deasupra capului, iar călărețul de pe interiorul lamei poartă în mâna dreaptă un sceptru răzămat de umărul drept. Garda este din fier în formă de S, terminațiile celor două capete fiind de forma unor bumbi conici. Brațul inferior al gărzii este îndoit spre muchia netăioasă a lamei iar cel superior este îndoit spre mâner. Mânerul din metal este placat cu două plăsele din corn de cerb, fixate cu trei nituri metalice. Niturile prezintă pe ambele fețe garnituri din alamă pentru o mai bună fixare. Mânerul se lărgește spre partea superioară. Capul mânerului este ușor îndoit spre partea tăioasă a lamei. Arma a fost realizată prin refolosirea unei lame de paloș austriac de cuirasier din primele decenii ale secolului al XVIII-lea, prin scurtarea lamei originale, modificarea mânerului metalic, atașarea unei gărzi manufacturate rudimentar și a două plăsele din corn de cerb, transformând astfel lama de paloș într-o armă civilă/de vânătoare. | Muzeul Banatului, Timișoara | Cimec    |
|      | Cuțit de vânătoare                                                                                    | Datare: secolul al XVIII-lea Școală: Atelier central-european Dimensiuni: L lamă: 58,5 cm; L mâner: 12,5 cm; L: 73,5 cm Material: oțel; alamă; corn; forjare; turnare; gravare                                                                                            | Lama din oțel este dreaptă cu tăiș pe muchia interioară, cu muchie exterioară netăioasă și având vârful ascuțit pe ambele părți. Lama este prevăzută cu un șanț îngust plasat lângă muchia netăioasă, pe ambele fețe, pe două treimi din lungimea lamei. La partea superioară a lamei, în exterior, sunt gravate decoruri cu motive vegetale stilizate și geometrice care încadrează imaginea gravată a unui cerb alergând, iar pe latura interioară a lamei există un decor similar, însă în locul cerbului apare un mistreț. Garda turnată din alamă este ușor curbată în formă de S, cu terminația brațului inferior evazată, decorată și ușor îndoită spre muchia netăioasă a lamei și un braț de împreunare fixat la partea superioară a mânerului cu un șurub din alamă. Brațul de împreunare este decorat în zona arcuită cu imagini basoreliefate ale unor animale sălbatice, pe ambele fețe. La partea inferioară a gărzii, sub mâner, apar ornamente realizate în aceeași manieră, pe ambele fețe ale gărzii. La partea exterioară a gărzii există o apărătoare masivă turnată din alamă, în formă de scoică, bogat decorată cu elemente baroce și scene de vânătoare. Mânerul din corn este fixat la partea inferioară cu o brățară din alamă gravată cu motive geometrice, iar la partea superioară se termină cu un cap turnat din alamă, decorat cu motive vegetale stilizate, un chip grotesc și scene de vânătoare stilizate. Mânerul este fixat cu un nit din alamă, aflat la partea superioară a capului mânerului. | Muzeul Banatului, Timișoara | Cimec    |
|      | Pumnal de vânătoare                                                                                   | Datare: secolul al XVIII-lea Școală: Atelier central-european Descoperit: jud. Torontal, Franyova (Vranjevo, în Serbia de astăzi), Imperiul Austro-Ungar Dimensiuni: L lamă: 53,5 cm; L mâner: 13,5 cm; L: 69,5 cm Material: oțel; alamă; lemn; forjare; turnare; gravare | Lama din oțel este dreaptă cu două tăișuri și vârf ascuțit. La partea superioară a lamei sunt gravate ornamente cu motive vegetale stilizate care încadrează o inscripție gravată, iar spre mijlocul lamei este redată imaginea unui ogar alergând, realizată în aceeași manieră. Decorul este identic pe ambele fețe ale lamei. Garda turnată din alamă este dreaptă având terminațiile brațelor ușor evazate și îndoite sub forma literei "S"; terminația brațului inferior este ușor îndoită spre muchia exterioară a lamei iar terminația brațului superior este ușor îndoită spre mâner. Garda este bogat decorată pe ambele fețe cu motive vegetale stilizate. La partea exterioară există o apărătoare din alamă fixată sub gardă, traforată și gravată cu motive vegetale stilizate. Mânerul din lemn este fixat la partea inferioară cu o brățară din alamă gravată cu motive vegetale și florale stilizate, iar la partea superioară mânerul este ușor lățit și fixat cu un capac din alamă, gravat în aceeași manieră cu brățara din partea inferioară. Mânerul este fixat cu un nit metalic, aflat la partea superioară a capacului mânerului. | Muzeul Banatului, Timișoara | Cimec    |
|      | Cuțit de vânătoare                                                                                    | Datare: prima jumătate a secolului al XIX-lea Școală: Atelier central-european Dimensiuni: L lamă: 67 cm; L mâner: 13 cm; L: 81,5 cm Material: oțel; corn; forjare; gravare; batere                                                                                       | Lama din oțel este dreaptă cu tăiș pe muchia interioară, cu muchie exterioară netăioasă și având vârful ascuțit pe ambele părți. Lama este prevăzută cu un șanț lat plasat lângă muchia netăioasă, pe ambele fețe, șanț care se subțiază spre vârful lamei. Garda metalică este dreaptă și prezintă la terminațiile brațelor, câte un cap evazat, în formă de melc. În partea sa centrală, garda este decorată prin gravare pe ambele fețe cu motive vegetale și florale stilizate. Între brațul gărzii din dreptul tăișului și capul mânerului există un lanț din mici zale inelare. La partea exterioară sub gardă există o apărătoare metalică, decorată cu motive vegetale stilizate. Mânerul masiv din corn de cerb este fixat la partea inferioară cu o brățară metalică gravată cu motive geometrice, iar la partea superioară se termină cu un capac metalic, decorat în aceeași manieră cu brățara din partea inferioară. Între cele două elemente metalice ale mânerului sunt fixate șase brațe metalice subțiri de ranforsare, dispuse longitudinal pe cornul de cerb. Mânerul este fixat cu un nit metalic, aflat la partea superioară a capacului mânerului. | Muzeul Banatului, Timișoara | Cimec    |
|      | Smallsword (eng.); épée de cour (fra.); degen (ger.)                                                  | Datare: lama de secol XVIII, mânerul și garda ulterioare Școală: Atelier central-european Dimensiuni: L lamă: 86 cm; L mâner: 13 cm; L: 101,5 cm Material: oțel; fier; alamă; lemn; forjare; gravare                                                                      | Lama din oțel este dreaptă cu două tăișuri și vârf ascuțit; este subțire, zveltă, având secțiunea de formă rombică. Lama nu prezintă ornamentație. Garda din fier este dreaptă având terminațiile brațelor ușor lățite cu secțiune de formă rombică. Din brațul gărzii aflat în dreptul muchiei interioare se bifurcă un braț de împreunare care este fixat de capul metalic al mânerului. Garda este prevăzută la partea inferioară cu o apărătoare metalică (fier) dispusă perpendicular pe partea superioară a lamei, de forma a două scuturi ovale alăturate. Acest element al gărzii este gravat cu motive vegetale stilizate, realizate într-un mod rudimentar. Între lamă și apărătoare este fixată o garnitură metalică de forma unei flori stilizate cu patru petale, dispuse în formă de cruce. Mânerul din lemn îmbrăcat în sârmă împletită din alamă este fixat cu două brățări metalice, câte una la fiecare din capete. Brățările sunt gravate cu motive geometrice. La partea superioară, mânerul se termină cu o sferă metalică (fier) simplă, nedecorată. La partea superioară a capului mânerului există un nit metalic de fixare a lamei de mâner. Arma a fost realizată prin folosirea unei lame de "smallsword" central-europene de secol XVIII la care au fost adăugate ulterior garda și mânerul din fier, realizate oarecum grosolan și rudimentar. Mânerul și garda spadei au fost realizate după modelul "degen"-ului ofițeresc austriac de la începutul secolului al XIX-lea. | Muzeul Banatului, Timișoara | Cimec    |
|      | Smallsword (eng.); épée de cour (fra.); degen (ger.)                                                  | Datare: sfârșitul secolului al XVII-lea / începutul secolului al XVIII-lea Școală: Atelier central-european Dimensiuni: L lamă: 82 cm; L mâner: 12 cm; L: 98 cm Material: oțel; alamă; lemn; forjare; turnare; traforare                                                  | Lama din oțel este dreaptă cu două tăișuri și vârf ascuțit; este subțire, zveltă, având la partea superioară în zona mediană câte un șanț îngust pe ambele fețe, pe aproximativ o pătrime din lungimea lamei. La baza șanțului există câte trei ștanțe ilizibile, pe ambele fețe ale lamei. Garda din alamă realizată prin turnare este dreaptă având un braț de împreunare fixat de capul metalic al mânerului. În partea arcuită a brațului de împreunare, este prezent un decor turnat din alamă sub forma unei figuri umane (trup de copil) ținându-se cu brațele ridicate de partea superioară a brațului de împreunare al gărzii. La partea inferioară a gărzii, din brațele centrale ale acesteia se bifurcă încă două brațe încovoiate spre muchiile lamei. În partea sa centrală garda este decorată cu câte un blazon flancat de motive vegetale stilizate, pe ambele fețe. Garda este prevăzută la partea inferioară cu o apărătoare din alamă dispusă perpendicular pe partea superioară a lamei, de forma a două scuturi ovale alăturate. Acest element al gărzii este bogat decorat cu motive baroce, apar figurile a patru copii, câte unul pentru fiecare margine a apărătorii; cele patru figuri umane sunt flancate de un decor vegetal stilizat. Apărătoarea din alamă este traforată și gravată cu motive geometrice la marginile celor două "scuturi alăturate". Mânerul din lemn îmbrăcat în sârmă împletită din alamă este întărit cu două brățări din alamă, câte una la fiecare din capete. La partea superioară, mânerul se termină cu un cap turnat din alamă, evazat, sub forma unei căști cu vizieră și creastă. La partea superioară a capului mânerului există un nit metalic de fixare a lamei de mâner. | Muzeul Banatului, Timișoara | Cimec    |
|      | Smallsword (eng.); épée de cour (fra.); degen (ger.)                                                  | Datare: prima jumătate a secolului al XVIII-lea Școală: Atelier francez Dimensiuni: L lamă: 74 cm; L mâner: 13 cm; L: 90,5 cm Material: oțel; alamă; forjare; turnare; gravare                                                                                            | Lama din oțel este dreaptă cu două tăișuri și vârf ascuțit; este subțire, zveltă, fațetată cu câte trei laturi pe fiecare parte a lamei, fiind prevăzută în consecință cu câte trei șanțuri înguste pe ambele fețe, corespunzătoare celor trei laturi ale lamei, pe trei pătrimi din lungimea ei. La partea superioară a lamei există decoruri gravate cu motive vegetale stilizate care flanchează câte o inscripție în limba franceză și un blazon, pe ambele fețe ale lamei. Garda din alamă realizată prin turnare este dreaptă cu capetele brațelor ușor evazate sub forma unor bumbi, îndoite în formă de S: terminația brațului inferior este îndoită spre lamă, iar cea a brațului superior spre mâner. Din brațul superior se bifurcă un alt braț de împreunare, astăzi rupt, care era fixat de capul metalic al mânerului. La partea inferioară a gărzii, din brațele centrale ale acesteia se bifurcă încă două brațe încovoiate spre muchiile lamei. În partea sa centrală garda este decorată cu câte un blazon flancat de motive vegetale stilizate, pe ambele fețe. Garda este prevăzută la partea inferioară cu o apărătoare din alamă dispusă perpendicular pe partea superioară a lamei, de forma stilizată a unei frunze arcuite având marginile îndreptate spre mâner. Acest element al gărzii este bogat decorat cu motive baroce, vegetale stilizate și geometrice, realizate în aceeași manieră cu cele de pe gardă și mâner. Mânerul turnat din alamă este bogat decorat în aceeași manieră cu garda și apărătoarea gărzii. La partea superioară, mânerul se termină cu un cap turnat din alamă, evazat, care păstrează la muchia interioară un mic fragment din brațul de împreunare. Decorul este realizat în aceeași manieră cu restul mânerului. La partea superioară a capului mânerului există un nit metalic de fixare a lamei de mâner. Arma este similară "degen"-ului ofițeresc austriac din prima jumătate a secolului al XVIII-lea. | Muzeul Banatului, Timișoara | Cimec    |
|      | Sabie scurtă comemorativă                                                                             | Datare: prima jumătate a secolului al XIX-lea Școală: Atelier austriac Dimensiuni: L lamă: 78,5 cm; L mâner: 11 cm; L: 90 cm Material: oțel; alamă; forjare; turnare; gravare                                                                                             | Lama din oțel este dreaptă cu două tăișuri și vârf ascuțit; este subțire, zveltă, nu prezintă ornamente sau inscripții. Garda din alamă este dreaptă având terminația brațului dinspre muchia exterioară de formă circulară, aplatizată și îndoită spre lamă. Brațul dinspre muchia interioară este drept, de acesta fiind fixat un braț de împreunare. La partea inferioară, brațul de împreunare este bifurcat (două "picioare" fixate de brațul drept al gărzii) având terminațiile evazate și care se continuă până la capul mânerului unde este fixat la muchia interioară. Garda este prevăzută la partea exterioară cu o apărătoare metalică masivă din alamă, de formă semicirculară stilizată, cu capetele superioare îndoite în formă de melc și cu gravură geometrică pe lângă muchie. Mânerul turnat din alamă (cu secțiune decagonală) se subțiază spre partea superioară. La partea inferioară prezintă un decor de forma unei brățări dispuse perpendicular pe lungimea mânerului, același tip de ornament apare și spre mijlocul mânerului, dispus de această dată în diagonală. La partea superioară, mânerul se termină cu un cap ușor evazat și prevăzut cu un nit metalic de fixare a ansamblului. | Muzeul Banatului, Timișoara | Cimec    |
|      | Spada legionarilor Academiei vieneze de la 1848                                                       | Datare: 1848 (o mie opt sute patruzeci și opt) Școală: Atelier austriac Dimensiuni: L lamă: 67 cm; L mâner: 12 cm; L: 82 cm Material: oțel; alamă; forjare; turnare | Lama din oțel este dreaptă cu două tăișuri și vârf ascuțit. Lama prezintă câte un șanț foarte lat în zona mediană, pe ambele fețe, pe aproape toată lungimea ei. Pe partea interioară a lamei, la talon, există o inscripție/marcaje ilizibile. Mânerul face corp comun cu garda, fiind turnat din alamă. Garda este dreaptă iar cele două brațe ale gărzii au terminații evazate, ușor aplatizate cu câte un bumb la cele două capete. Garda prezintă decoruri sub forma unor puncte adâncite, cu ornament sub formă de cruce. Mânerul propriu-zis este de formă patrulateră având muchiile teșite și laturile striate. Capul mânerului este evazat și se termină cu un bumb metalic din alamă care cuprinde nitul metalic ce fixează ansamblul. | Muzeul Banatului, Timișoara | Cimec    |
|      | Sabie masonică                                                                                        | Datare: sfârșit de XIX, început de XX Școală: Solingen (Germania) Dimensiuni: L lamă: 70 cm; L mâner: 12,5 cm; L: 84,5 cm; L teacă: 83 cm. Material: oțel; alamă; lemn; piele; forjare; turnare; gravare                                                                  | Lama din oțel este dreaptă cu tăiș pe muchia interioară, cu muchie exterioară netăioasă și spre vârf ascuțită pe ambele părți iar vârful este bont. Lama este prevăzută cu un șanț lat plasat lângă muchia netăioasă, care se continuă până spre mijlocul lamei, pe ambele fețe. Pe lamă la partea exterioară sunt gravate decoruri vegetale stilizate și un blazon, decorul fiind similar pe cele două fețe ale lamei. Spre talon, pe ambele părți, există inscripții gravate. Garda este dreaptă, turnată din alamă și decorată cu motive vegetale stilizate. Brațele gărzii se termină cu capete puternic evazate de formă semicirculară, decorate cu motive vegetale stilizate pe ambele fețe. Mânerul din lemn este placat în întregime cu plăcuțe din alamă gravate cu motive vegetale stilizate. Pe latura interioară a mânerului, plăcuța centrală din alamă lipsește. La cele două capete mânerul este întărit cu două brățări din alamă, decorate cu motive florale și vegetale stilizate. La partea superioară, mânerul este terminat cu un cap evazat, semicircular, decorat în aceeași manieră cu terminațiile gărzii. La interior, capul mânerului prezintă un decor sub forma unui personaj care ține în mâna stângă o sabie. Capul mânerului se termină la partea superioară cu un nit metalic. Teaca din lemn îmbrăcată în piele este întărită la cele două capete cu două brățări din alamă. Brățara superioară prezintă decoruri vegetale stilizate realizate în aceeași manieră cu ornamentația mânerului și a gărzii. La partea interioară există un inel port-sabie. Brățara de la partea inferioară este bogat decorată în aceeași manieră cu cea superioară și prezintă un element metalic de ranforsare, ce înconjoară muchia din jurul vârfului tecii. | Muzeul Banatului, Timișoara | Cimec    |
|      | Paloș prusac                                                                                          | Datare: prima jumătate a secolului al XVIII-lea Școală: Atelier german Dimensiuni: L lamă: 93 cm; L mâner: 16 cm; L: 110 cm Material: oțel; alamă; lemn; piele; forjare; batere; turnare; gravare                                                                         | Lama din oțel este dreaptă, cu două tăișuri și vârf ascuțit. La partea superioară a lamei, în exterior, există o inscripție ilizibilă; tot în apropierea talonului, la interiorul lamei este prezent un marcaj. Garda din alamă este incompletă. Brațele centrale ale gărzii sunt drepte; atât brațul de împreunare cât și cel dinspre muchia exterioară, sunt rupte la ora actuală. Montura gărzii este prevăzută la partea exterioară cu o apărătoare din alamă încorporată, de formă ovală, dispusă perpendicular pe talon. La partea interioară a gărzii există un inel din alamă, de prindere, gravat în exterior. Mânerul metalic îmbrăcat în lemn este înfășurat cu sfoară spiralată, întregul mâner fiind apoi îmbrăcat în piele; rezultă astfel un mâner canelat, cu caneluri spiralate pe întreaga suprafață de prindere. La partea superioară, mânerul este terminat cu un cap evazat din alamă, de forma unui cap de pasăre, care prezintă la muchia interioară și pe latura exterioară două orificii circulare (pentru fixarea brațelor de împreunare ale gărzii). La partea superioară a capului mânerului există un bumb din alamă prevăzut cu un nit metalic pentru fixarea ansamblului. | Muzeul Banatului, Timișoara | Cimec    |
|      | Sabie orientală                                                                                       | Datare: secolul al XIX-lea Școală: Atelier oriental Dimensiuni: L lamă: 70 cm; L mâner: 11 cm; L: 83 cm Material: oțel; metal alb (aliaj); forjare; turnare; gravare | Lama din oțel este ușor curbată cu tăiș pe muchia interioară, cu muchie exterioară netăioasă și având vârful ascuțit pe ambele părți. Pe lamă există două șanțuri suprapuse lângă muchia netăioasă, pe ambele fețe ale lamei. Primul șanț, în apropierea muchiei, este mai îngust și se termină în apropierea vârfului lărgit al lamei iar al doilea, mai lat, se continuă pe aproape toată lungimea lamei. Pe lamă la partea superioară, între talon și terminația celor două șanțuri, sunt prezente câte două ornamente orientale (arabescuri) de dimensiuni diferite, pe ambele fețe. Vârful lamei ("jalman") este lățit la partea superioară și ascuțit pe muchia exterioară. Garda turnată din metal alb (aliaj) face corp comun cu mânerul sabiei, ambele fiind bogat decorate cu motive vegetale și florale stilizate. Brațele gărzii sunt îndoite spre muchiile lamei, fiind terminate cu capete evazate și bogat decorate similare săbiilor poloneze de tipul "karabel". Pe ambele fețe ale gărzii există câte un ecuson stilizat, de formă rombică, brațele ecusoanelor fiind subțiri, alungite și terminate cu un vârf ascuțit dispus pe lungimea lamei. Mânerul propriu-zis din metal este turnat, respectând la muchia interioară forma mâinii. La partea superioară, mânerul este terminat cu un cap metalic evazat, aproape sferic, îndoit spre tăișul lamei. Decorul bogat de pe mâner este realizat în aceeași manieră cu cel de pe garda sabiei. | Muzeul Banatului, Timișoara | Cimec    |
|      | Cuțit de infanterie                                                                                   | Datare: prima jumătate a secolului al XIX-lea Școală: Atelier italian Dimensiuni: L lamă: 47 cm; L mâner: 11 cm; L: 60 cm Material: oțel; alamă; forjare; turnare | Lama din oțel este curbată cu tăiș pe muchia interioară, cu muchie exterioară netăioasă și având vârful ascuțit pe ambele părți. Lama este simplă, nu prezintă inscripții, ornamente sau șanțuri de scurgere. Mânerul face corp comun cu garda, fiind turnat din alamă. Garda este dreaptă, terminația unui braț al gărzii este ușor evazată și îndoită spre muchia netăioasă a lamei iar capătul celui de-al doilea braț, de aceeași formă, este îndoit spre mâner. Pe partea interioară a gărzii, în zona centrală, există un marcaj ștanțat. Mânerul propriu-zis turnat din alamă este delimitat de gardă prin două șanțuri înguste, dispuse perpendicular pe axul mânerului. Mânerul cu secțiune patrulateră este ușor lățit spre partea superioară și se termină cu un cap îndoit spre tăișul lamei. Capul mânerului se termină cu un bumb metalic din alamă. Mânerul, mai ales latura sa exterioară, prezintă multiple zgărieturi și urme de lovire ulterioare. | Muzeul Banatului, Timișoara | Cimec    |
|      | Sabie de paradă                                                                                       | Datare: secolul al XIX-lea Școală: Atelier european Dimensiuni: L lamă: 73 cm; L mâner: 12 cm; L: 87 cm; L teaca: 73 cm Material: oțel; alamă; lemn; piele; forjare; turnare; gravare                                                                                     | Lama din oțel este curbată cu tăiș pe muchia interioară, cu muchie exterioară netăioasă și având vârful ascuțit pe ambele părți. Lama este prevăzută cu un șanț lat plasat lângă muchia netăioasă, pe ambele fețe, pe aproape toată lungimea ei. Garda turnată din alamă este dreaptă și bogat decorată. Brațele gărzii se termină cu câte un cap din alamă evazat, de forma unor capete de vultur: unul îndreptat spre muchia netăioasă a lamei, celălalt spre mâner. Brațele gărzii sunt decorate cu forma stilizată a penajului de pe gâtul vulturilor, iar spre ecuson este vizibil un decor vegetal stilizat, pe ambele fețe. Pe ambele laturi ale gărzii există câte un ecuson din alamă de formă ovală (de tipul medalion) decorat cu reprezentarea stilizată a unui chip uman. Mânerul turnat din alamă este bogat decorat în aceeași manieră cu garda sabiei. La partea inferioară, mânerul prezintă un lăcaș semicircular pentru îmbinare cu ecusonul gărzii; mânerul este decorat cu motive vegetale și florale stilizate pe ambele fețe. Spre partea superioară, mânerul este decorat cu forma stilizată a penajului vulturului, care se continuă până la capul mânerului; partea superioară a mânerului este terminată cu un cap turnat din alamă, de forma unui cap de vultur, orientat spre tăișul lamei. Teaca din lemn îmbrăcată în piele este întărită la partea superioară cu o brățară lată din alamă bogat decorată: în exterior brățara prezintă un decor vegetal stilizat care flanchează elementul decorativ rombic central, în interiorul căruia este redat un vultur; la interior decor similar cu deosebirea că în rombul central este redat un ornament floral. Brățara este prevăzută la muchia exterioară cu unel port-sabie din alamă. Brățara de la talpa tecii este realizată și decorată în aceeași manieră, fiind terminată la talpă cu un bumb din alamă de formă cilindrică. Spre mijlocul tecii există încă o brățară realizată în aceeași manieră, fiind prevăzută cu inel port-sabie la muchia exterioară. | Muzeul Banatului, Timișoara | Cimec    |
|      | Sabie de cavalerie                                                                                    | Datare: a doua jumătate a secolului al XIX-lea Școală: Atelier austriac Dimensiuni: L lamă: 76,5 cm; L mâner: 14,5 cm; L: 92 cm; L teacă: 80 cm. Material: oțel; lemn; piele; forjare; traforare                                                                          | Lama din oțel este ușor curbată cu tăiș pe muchia interioară, cu muchie exterioară netăioasă și având vârful ascuțit pe ambele părți. Lama este prevăzută la partea exterioară cu un șanț lat plasat lângă muchia netăioasă, având aproximativ două treimi din lungimea lamei. Latura interioară a lamei este simplă, dreaptă, fără șanț de scurgere. Mânerul și garda sunt din oțel. Garda masivă traforată cu șapte orificii circulare, are marginile ușor îndoite spre mâner; garda este ranforsată cu o întăritură metalică prezentă de jur-împrejurul gărzii. La partea inferioară, spre muchia netăioasă a lamei, garda prezintă un element metalic de formă cilindrică și două mici șanțuri paralele traforate. Brațul de împreunare al gărzii se îngustează spre partea superioară, fiind fixat de capul mânerului. Mânerul metalic este placat la mijloc cu lemn îmbrăcat în piele, prezentând caneluri orizontale pe axa mânerului, pe întreaga suprafață de prindere; canelurile sunt întărite cu un fir de sârmă împletită. Spre partea inferioară a mânerului există două brațe de formă semicirculară pentru fixarea lemnului mânerului. Capul mânerului ușor evazat se termină la partea superioară cu un nit metalic de formă ovală. Teaca metalică masivă este întărită la partea superioară cu un manșon metalic și la partea inferioară cu un element metalic de ranforsare, ce înconjoară muchia din jurul vârfului tecii. Pe teacă, spre partea superioară, mai există două brățări metalice înguste, prevăzute fiecare cu câte un inel port-sabie: cea superioară prezintă inelul port-sabie pe latura interioară a tecii, în timp ce brățara inferioară este prevăzută cu un inel port-sabie fix, la muchia exterioară a tecii. | Muzeul Banatului, Timișoara | Cimec    |
|      | Buzdugan                                                                                              | Datare: secolul al XVII-lea Școală: Atelier oriental Dimensiuni: L capului: 7 cm; L cap cu brațul de înmânușare: 21 cm; L: 51 cm; D max. al capului: 7 cm. Material: alamă; lemn; batere; turnare; gravare                                                                | Capul din alamă al buzduganului este în formă de ceapă, având nouă aripioare aproape semicirculare și trei aripioare lipsă (rupte). Terminația superioară a aripioarelor se transformă la capăt, luând o formă inelară, iar la partea inferioară terminațiile aripioarelor sunt ușor evazate și ușor crestate chiar la baza măciuliei. La partea inferioară se continuă cu un inel din alamă pentru fixarea brațului metalic de înmănușare a mânerului. Brațul de înmănușare din alamă este de formă cilindrică, fiind ușor tronconic spre partea inferioară. La cele două capete, brațul de înmănușare este întărit cu două inele din alamă: cel superior prezintă un decor geometric (de tipul zig-zag), în timp ce inelul inferior este gravat cu două nervuri paralele, plasate lângă muchiile acestuia. Mânerul din lemn de formă cilindrică, conic spre vârf, este îmbrăcat pe întreaga suprafață de prindere cu o brățară lată din alamă, de formă cilindrică, întărită la cele două capete cu câte un inel realizat în aceeași manieră cu inelul inferior al brațului de înmănușare. Brățara din alamă nu cuprinde și talpa mânerului. La partea superioară a capului buzduganului, mânerul este fixat cu un cui metalic având capul de formă semisferică. Între cuiul metalic și mânerul din lemn există o garnitură/capac din alamă gravată cu motive geometrice. | Muzeul Banatului, Timișoara | Cimec    |
|      | Buzdugan european                                                                                     | Datare: secolul al XV-lea Școală: Atelier european Dimensiuni: L capului: 7 cm; L cap cu brațul de înmânușare: 10 cm; L: 50 cm; D max. al capului: 7,5 cm. Material: fier; lemn; turnare                                                                                  | Capul din fier al buzduganului este alungit, de tip gotic cu șase aripioare patrulatere. Una din aripioare este frântă la partea superioară și ușor îndoită. Brațul de înmănușare din fier este de formă cilindrică, fiind relativ scurt (trei cm). La partea superioară a măciuliei există un capac circular din fier. Mânerul din lemn de formă cilindrică, este o improvizație ulterioară. | Muzeul Banatului, Timișoara | Cimec    |
|      | Halebardă central-europeană                                                                           | Datare: sfărșitul secolului al XVII-lea / prima jumătate a secolului al XVIII-lea Școală: Atelier central-european Dimensiuni: L: 125 cm; l max: 28,5 cm; L suliță: 55 cm; L hampă: 168 cm. Material: oțel; alamă; lemn; forjare; traforare; batere                       | Halebarda din oțel cu suliță alungită și secure stilizată de formă concavă este tipică fazei târzii, de la începutul secolului al XVIII-lea. Sulița halebardei din oțel este alungită, subțiată spre vârf și terminată cu un vârf ascuțit din patru muchii. Secțiunea suliței este de formă romboidală. Cărligul din oțel este lat și îndoit spre muchia hampei fiind ascuțit atât la partea superioară cât și la cea inferioară; cărligul prezintă la partea superioară, spre suliță, o adâncitură concavă, element decorativ care se continuă la partea inferioară prin prezența unui element convex paralel. Pe mijlocul cărligului sunt traforate trei orificii circulare dispuse în formă de triunghi. Securea din oțet, stilizată, cu tăișul concav este terminată la cele două extremități exterioare cu două vârfuri ascuțite. Securea este la rândul ei traforată în partea superioară, în centru și în zona inferioară cu grupaje de câte trei orificii circulare, dispuse sub forma unor triunghiuri. Tăișul securei este ascuțit pe ambele fețe. La partea superioară, securea prezintă o crăpătură diagonală, de aproximativ un cm pe ambele fețe. La partea inferioară, halebarda prezintă două brațe masive pentru fixarea pe hampă, subțiate ulterior și alungite pe mai mult de o treime din lungimea hampei. La partea superioară a celor două brațe, hampa este fixată cu două nituri ce prezintă câte o garnitură stilizată din alamă de forma unei flori cu patru petale, pe fiecare parte (în total patru garnituri). Sub cele două nituri cu garnituri decorative există un inel metalic patrulater de întărire a brațelor pe hampă. Brațele alungite se continuă pe hampă, fiind fixate cu cinci nituri având capetele de formă semisferică. Hampa din lemn cu secțiune patrulateră, este o improvizație ulterioară. | Muzeul Banatului, Timișoara | Cimec    |
|      | Halebardă-stindard                                                                                    | Datare: secolul al XVIII-lea Școală: Atelier central-european Dimensiuni: L: 77 cm; l max: 21,5 cm; L lance: 30 cm; L hampă: 175 cm. Material: oțel; lemn; forjare; turnare; batere; gravare                                                                              | Halebardă austriacă din secolul al XVIII-lea, a fost folosită de unitățile austriece pe post de stindard. Lancea halebardei din oțel este lată, cu tăiș pe ambele părți și terminată cu vârf ascuțit. La baza lăncii există un element decorativ, cu muchiile convexe, de forma unui buton aplatizat de susținere. Lancea este decorată pe ambele fețe, cu motive vegetale stilizate. În zona elementului rotunjit de la baza lăncii este vizibilă o crăpătură perpendiculară, la partea interioară. Cârligul din oțel este stilizat, lățit și terminat cu un vârf ascuțit drept; cârligul este decorat în aceeași manieră cu lancea halebardei. La partea exterioară, cârligul prezintă un marcaj. Securea din oțet, stilizată, cu tăișul drept, paralel cu hampa, este decorată în aceeași manieră cu restul componentelor halebardei; prezintă pe ambele fețe motive vegetale stilizate și în plus există pe ambele laturi câte un ornament central: la exterior este prezentă o cască cu vizieră și coamă, iar la interior un blazon. Toate elementele halebardei (lance, cârlig, secure) prezintă o margine lată de aproximativ 5 mm nedecorată, de jur-împrejurul piesei. La partea inferioară, halebarda prezintă un suport de înmănușare a hampei, cu secțiune tronco-patrulateră de care au fost ulterior fixate două brațe metalice subțiri pentru fixarea pe hampă. Cele două brațe sunt fixate de manșonul halebardei cu câte un nit, iar de hampă cu trei nituri. Hampa din lemn cu secțiune patrulateră, prezintă câte două șanțuri înguste longitudinale pe fiecare din cele patru laturi; hampa este o improvizație ulterioară. | Muzeul Banatului, Timișoara | Cimec    |
|      | Coif de tip Zischagge                                                                                 | Datare: secolul al XVII-lea Școală: Atelier german Descoperit: jud. Timiș, Timișoara, Imperiul Austro-Ungar Dimensiuni: Î: 25 cm; L: 43 cm; l max: 25 cm. Material: fier; piele; batere; traforare                                                                        | Calota coifului din fier este de formă semisferică, cu marginea inferioară ușor întărită; calota prezintă șase nervuri radiale care se unesc în partea superioară, sub forma unei garnituri circulare late, prevăzute la mijloc cu un inel metalic dispus perpendicular pe calotă. Apărătoarea de frunte (cozorocul), cu o lățime medie de 5 cm, este prevăzută cu margini întărite; cozorocul este de forma părții inferioare a unei inimi, având marginile mult lărgite, și terminându-se în partea centrală cu un vârf. Apărătoarea frontală este fixată de calotă cu șase nituri metalice. La muchia de fixare pe calotă, în zona centrală, prezintă un element de fixare a apărătoarei nazale (prinsă în două nituri). Apărătoarea nazală este incompletă, lipsindu-i șurubul de strângere; apărătoarea propriu-zisă este alungită, subțire, îndoită ușor spre calotă și terminată la partea superioară cu un ornament sub forma unei frunze stilizate. La partea inferioară, sub cozoroc, prezintă un nit din fier pe post de piedică având capul semisferic masiv. Obrăzarele de formă ușor trapezoidă, prezintă întărituri pe margini; obrăzarele sunt traforate în zona urechii cu șase orificii circulare dispuse sub forma unei flori stilizate. Sunt fixate de calotă cu câte două nituri; pe suprafața obrăzarelor sunt vizibile câte cinci nituri pe fiecare parte. Apărătoarea de ceafă este mobilă fiind realizată din patru segmente; este fixată de calotă cu trei nituri. Marginile apărătorii sunt întărite și ușor îndoite; ultimul segment este întărit cu unsprezece nituri și se termină la partea inferioară în aceeași formă cu cea a cozorocului. Pe interior se păstrează garnituri originale din piele. Calota prezintă urme vizibile de lovire. | Muzeul Banatului, Timișoara | Cimec    |
|      | Coiful batalionului pușcașilor civili germani                                                         | Datare: prima jumătate a secolului al XIX-lea Școală: Atelier austriac Dimensiuni: Î: 27 cm; L: 24,5 cm; l max: 18 cm. Material: tablă metalică; alamă; piele; presare; batere; gravare                                                                                   | Calota semisferică este realizată prin presare, din tablă metalică subțire; marginile sunt întărite iar apărătoarea frontală lată de patru cm în zona centrală este de formă circulară. Cozorocul este întărit la muchie cu un element din alamă. La partea frontală a calotei există o placă metalică din alamă, având marginile decorate cu motive vegetale stilizate, iar în zona centrală sunt prezente două litere mari din alamă: "F" și "I", monograma împăratul Ferdinand I. Pe laturile calotei sunt fixate două obrăzare din alamă subțiri, alungite și segmentate; acestea sunt decorate în aceeași manieră cu decorul plăcii frontale de pe calotă. Cele două obrăzare sunt fixate de calotă cu câte un inel din alamă, prins la gura unui cap de leu, pe ambele părți ale calotei. Deasupra calotei există o creastă masivă din alamă bogat decorată. În partea frontală a crestei este redată stema bicefală a Austriei, deasupra căreia apare un blazon. Pe cele două laturi ale crestei apare un decor identic: este redat un leu sugrumând un șarpe stilizat. În interiorul coifului se păstreză curelăria originală, pentru fixarea pe cap, și cureaua inferioară de la bărbie. | Muzeul Banatului, Timișoara | Cimec    |
|      | Sabie de scrimă                                                                                       | Datare: secolul al XIX-lea Școală: Atelier maghiar Dimensiuni: L lamă: 80 cm; L mâner: 15 cm; L: 96 cm; l max a gărzii: 22 cm. Material: oțel; fier; lemn; forjare; batere                                                                                                | Lama din oțel este curbată cu tăiș pe muchia interioară, cu muchie exterioară netăioasă și având vârful ascuțit pe ambele părți. Lama este prevăzută cu un șanț lat plasat lângă muchia netăioasă, pe ambele fețe, pe aproape toată lungimea ei. Tăișul lamei prezintă multiple urme de lovire. Garda din fier este masivă în formă de coș; este realizată dintr-o gardă simplă în S, cu terminația brațului inferior de formă cilindrică aplatizată, îndoită spre muchia exterioară a lamei și un braț metalic de împreunare fixat la capul mânerului. Din marginile gărzii, pe laterale, pleacă două brațe cu secțiune cilindrică, dispuse concentric, ce înconjoară mânerul din lateral și la partea inferioară. La partea superioară există un element metalic de fixare, prins între capetele brațului concentric superior al gărzii. Mânerul din metal este placat cu lemn. La partea superioară mânerul este lățit și se termină cu un nit metalic de fixare a brațului de împreunare al gărzii. | Muzeul Banatului, Timișoara | Cimec    |
|      | Baionetă                                                                                              | Datare: sfârșitul secolului al XVIII-lea/prima jumătate a secolului al XIX-lea Școală: Atelier austriac Dimensiuni: L lamă: 66 cm; L braț de înmănușare: 11 cm; L: 78,5 cm Material: oțel; forjare; gravare                                                               | Lama din oțel este dreaptă, cu tăiș la muchia exterioară, cu muchie interioară netăioasă și având vârful ascuțit pe ambele părți. Lama este prevăzută cu un șanț lat plasat lângă muchia netăioasă, pe ambele fețe, pe toată lungimea ei. La partea superioară a lamei, în exterior, la baza șanțului de scurgere, există o inscripție gravată (gravură ulterioară, realizată rudimentar). La partea superioară a lamei există un braț din oțel cu secțiune cilindrică, curbat, care face legătura dintre lamă și manșonul de fixare a baionetei la gura țevii. La partea exterioară a brațului cilindric, există un marcaj ilizibil. Manșonul (brațul) de fixare a baionetei la gura țevii este din oțel de formă cilindrică, de tipul unei țevi scurte. La partea inferioară este atașat brațul de fixare a lamei iar la partea superioară se termină cu o muchie evazată și îngroșată, formând astfel o piedică pentru inelul de fixare pe țeava armei. Muchia evazată prezintă la partea inferioară o teșitură concavă pentru îmbinarea baionetei pe țeavă. La partea superioară a manșonului există un șanț traforat, longitudinal și relativ scurt, pentru pătrunderea țelului puștii. În această zonă a manșonului există și inelul metalic de fixare și strângere a baionetei pe țeavă. | Muzeul Banatului, Timișoara | Cimec    |
|      | Pumnal oriental                                                                                       | Datare: secolele XIX/XX Școală: Atelier oriental (turcesc) Dimensiuni: L lamă: 49 cm; L mâner: 12,5 cm; L: 63,5 cm Material: oțel; alamă; lemn; turnare; gravare | Lama turnată din oțel este dreaptă, fiind lățită la partea superioară și îngustată spre vârf; nu prezintă tăiș, muchiile lamei sunt stilizate, de tipul "flacără". La exterior lama este bogat decorată: la partea superioară este redat un personaj în manieră orientală, un demnitar otoman cu turban pe cap, sub care există o inscripție cu litere arabe. În zona mediană a lamei, pe aproape toată lungimea există mai multe registre decorative succesive ornate cu motive vegetale stilizate, iar spre mijlocul lamei este redat un blazon/trofeu oriental. Registrele decorative din zona mediană a lamei se continuă până la vârful acesteia. Decorul părții exterioare este completat cu o bogată ornamentație punctată. Partea interioară a lamei este simplă, nedecorată. Garda metalică turnată este dreaptă, solidă, cu secțiune patrulateră, fiind terminată la capetele celor două brațe cu terminații evazate de tip piramidal. Mânerul metalic este îmbrăcat în lemn, lemnul fiind la rându-i înfășurat cu sârmă din alamă împletită. La partea superioară a mânerului, există un cap metalic evazat de formă circulară, perpendicular pe axul mânerului. Capul mânerului este decorat cu motive vegetale și geometrice, iar al partea superioară există un nit metalic de fixare a ansamblului. | Muzeul Banatului, Timișoara | Cimec    |
|      | Cuțit bosniac                                                                                         | Datare: 1879 (o mie opt sute șaptezeci și nouă) Școală: Atelier bosniac Dimensiuni: L lamă: 18 cm; L mâner: 11,5 cm; L: 29 cm; L teacă: 20 cm. Material: oțel; alamă; argint; lemn; forjare; gravare; damaschinare                                                        | Lama din oțel este curbată, cu vârful ușor îndoit spre muchia exterioară; prezintă tăiș la muchia interioară, cu muchie exterioară netăioasă și vârf ascuțit. La partea exterioară a lamei, lângă muchia netăioasă, pe toată lungimea ei, există un decor damaschinat cu fir din argint, cu ornamente vegetale stilizate care flanchează/încadrează două inscripții realizate în aceeași manieră cu decorul vegetal. La partea interioară a lamei, lângă muchia netăioasă, aproape pe toată lungimea, este vizibilă o inscripție cu litere arabe, flancată de ornamente vegetale stlizate. Elementul metalic de înmănușare al mânerului ("parazvana") este realizat din două elemente din alamă, atașate câte unul la fiecare din fețele cuțitului. "Parazvana" prezintă un decor tipic balcanic, o gravură în formă de zig-zag. Mânerul din lemn se termină la partea superioară cu un cap evazat, de forma a două urechi semicirculare alipite, îndoite spre tăișul lamei. Mânerul este o adâugare ulterioară (în cursul anului 2010), originalul din os alb/fildeș, de formă cilindrică cu incrustații metalice, nu s-a păstrat. Teaca din lemn este îmbrăcată în totalitate cu tablă subțire din alamă. Alama este decorată la extremități cu gravuri geometrice, perpendiculare pe axul tecii (de forma unor linii paralele), iar în zona mediană, teaca este decorată cu gravură de tipul zig-zag-ului balcanic. | Muzeul Banatului, Timișoara | Cimec    |
|      | Cuțit sirian                                                                                          | Datare: secolul al XIX-lea Școală: Atelier sirian Dimensiuni: L lamă: 21,5 cm; L mâner: 11,5 cm; L: 32,5 cm. Material: oțel; alamă; os; forjare; gravare; sculptare | Lama din oțel este curbată, cu două țăișuri și vârf ascuțit. Pe ambele fețe, pe toată suprafața lamei, există ornamente orientale (arabescuri) gravate. Mânerul din os alb este sculptat la cele două muchii, spre ambele capete; este de secțiune patrulateră, având muchiile teșite. Spre partea superioară, mânerul este înfășurat parțial cu sârmă din alamă dispusă perpendicular pe axul mânerului. La partea superioară, mânerul se termină cu un capac din os de culoare închisă și cu un nit metalic de fixare a ansamblului. | Muzeul Banatului, Timișoara | Cimec    |
|      | Cuțit sirian                                                                                          | Datare: secolul al XIX-lea Școală: Atelier sirian Dimensiuni: L lamă: 21,5 cm; L mâner: 10,5 cm; L: 31,5 cm. Material: oțel; alamă; os; forjare; gravare; sculptare | Lama din oțel este curbată, cu două țăișuri și vârf ascuțit. Pe ambele fețe, pe toată suprafața lamei, există ornamente orientale (arabescuri) gravate. Mânerul din os alb este sculptat la cele două muchii, spre ambele capete; este de secțiune patrulateră, având muchiile teșite. Partea centrală a mânerul este înfășurată cu sârmă din alamă, simplă și împletită, dispusă perpendicular pe axul mânerului. La partea superioară, mânerul se termină cu un capac din os de culoare închisă și cu un nit metalic de fixare a ansamblului. | Muzeul Banatului, Timișoara | Cimec    |
|      | Secure indo-persană                                                                                   | Datare: secolele XVIII-XIX Școală: Atelier indo-persan Dimensiuni: L: 77 cm; l max: 30 cm. Material: fier; forjare; turnare; batere | Securea dublă indo-persană, ceremonială, este din fier cu tăiș la muchiile exterioare (de formă semicirculară), iar pe ambele fețe prezintă un decor deosebit de bogat, cu motive vegetale stilizate de factură orientală. Muchiile interioare ale celor două securi se termină la extremități cu vârfuri ascuțite. La marginea celor două securi, prezintă o suprafață de aproximativ patru-cinci milimetri simplă nedecorată, vizibilă pe toată lungimea muchiilor. Decorul este identic pe ambele fețe, în cazul ambelor securi. Cele două securi sunt fixate la muchia interioară de manșonul patrulater din zona centrală, dispus la terminația superioară a mânerului. La partea superioară a manșonului patrulater există un vârf metalic ascuțit, cu secțiune patrulateră. Mânerul metalic (fier) este de formă cilindrică și se termină la partea inferioară cu un capac metalic de formă semisferică. | Muzeul Banatului, Timișoara | Cimec    |
|      | Secure indo-persană                                                                                   | Datare: secolele XVIII-XIX Școală: Atelier indo-persan Dimensiuni: L: 77 cm; l max: 21 cm. Material: fier; forjare; turnare; batere; gravare | Securea simplă indo-persană, ceremonială, este din fier cu tăiș la muchia exterioară (de formă semicirculară), iar pe ambele fețe prezintă un decor deosebit de bogat, cu motive vegetale stilizate de factură orientală. Muchia interioară a securii se termină la extremități cu două vârfuri ascuțite. La marginea securii, prezintă o suprafață de aproximativ patru-cinci milimetri simplă nedecorată, vizibilă pe toată lungimea muchiei. Decorul este identic pe ambele fețe. Securea este fixată la muchia interioară de manșonul patrulater din zona centrală, dispus la terminația superioară a mânerului. La partea superioară a manșonului patrulater există un vârf metalic ascuțit, cu secțiune patrulateră. La muchia opusă securii, atașat de manșonul patrulater există un element metalic decorativ, terminat la extremitățile exterioare cu două "brațe" stilizate având terminațiile de formă circulară; în interior, între fețele laterale, elementul decorativ este gol. Spre mijlocul acestui element metalic este traforat un orificiu circular, vizibil pe ambele fețe. Mânerul metalic (fier) de formă cilindrică este gravat pe întreaga suprafață cu motive orientale și se termină la partea inferioară cu un capac metalic de formă semisferică. | Muzeul Banatului, Timișoara | Cimec    |
|      | Cuțit oriental                                                                                        | Datare: secolul al XIX-lea Școală: Atelier oriental Dimensiuni: L lamă: 18 cm; L mâner: 10,5 cm; L: 28,5 cm; L teacă: 20 cm. Material: oțel; fier; argint; forjare; batere; damaschinare                                                                                  | Lama din oțel este curbată, cu două țăișuri și vârf ascuțit, fiind bifurcată de la mijloc la vârf. În zona mediană, în mijlocul lamei există un orificiu de formă circulară care se continuă până la vârf cu un șanț subțire traforat, formând astfel o lamă despicată în partea inferioară și terminată cu două vârfuri flexibile. Lama este decorată pe toată suprafața prin damaschinare cu fir din argint. La partea superioară a lamei există registre decorative longitudinale sub forma unor fire împletite flancate de dungi liniare realizate în aceeași manieră (damaschinare). În partea inferioară a lamei, fiecăruia din cele două vârfuri, îi corespunde un decor realizat în aceeași manieră cu cel din partea superioară. Decorul este identic pe ambele fețe ale lamei iar în multe locuri sârma din argint din cadrul decorului damaschinat lipsește la ora actuală. Mânerul metalic este evazat la cele două capete, spre ambele muchii fiind decorat în aceeași manieră cu lama cuțitului. La partea superioară a mânerului există un capac metalic decorat în aceeași manieră. Teaca din metal vine ca o prelungire a mânerului, având o secțiune de formă eliptică. Decorul tecii este similar cu cel de pe lamă și mâner, având în plus în zona mediană, pe ambele fețe, un registru decorativ cu motive vegetale stilizate realizat în aceeași manieră. La partea inferioară, teaca se termină cu un bumb metalic decorativ. | Muzeul Banatului, Timișoara | Cimec    |
|      | Cuțit oriental                                                                                        | Datare: secolul al XIX-lea Școală: Atelier oriental Dimensiuni: L lamă: 43 cm; L mâner: 14,5 cm; L: 57,5 cm; L teacă: 50,5 cm. Material: oțel; corn; lemn; forjare; batere; gravare                                                                                       | Lama din oțel este curbată cu tăiș pe muchia interioară, cu muchie exterioară netăioasă și având vârful ascuțit pe ambele părți. Lama este prevăzută cu gravură longitudinală (striații) dispusă lângă muchia netăioasă, pe ambele fețe. Acest decor striat este flancat la cele două capete și la partea mediană a lamei cu cerculețe simple și încadrate în linii semicirculare gravate. La partea superioară a lamei acest tip de decor este mai pregnant, fiind mărginit spre mâner de două nervuri gravate, dispuse perpendicular pe axul lamei. Mânerul metalic este prevăzut la partea inferioară cu o "parazvana" metalică cu secțiune octogonală, decorată la mijloc cu două nervuri subțiri perpendiculare, pe ambele fețe. Mânerul este placat cu două plăsele din corn de culoare închisă, fixate cu trei nituri metalice. La partea superioară, plăselele se termină cu două "urechi" evazate, ușor îndoite spre tăișul lamei. Teaca din lemn este masivă și nu păstrează astăzi brățările de întărire. Teaca estă întărită rudimentar, la mijloc și la cele două capete cu sârmă din fier înfășurată și strânsă la muchia exterioară. La partea superioară, pe muchia exterioară, există o porțiune evazată prevăzută cu un orificiu transversal de formă patrulateră, pentru fixarea tecii la centură. | Muzeul Banatului, Timișoara | Cimec    |
|      | Armură de cavaler - replică                                                                           | Datare: secolele XVIII-XIX Școală: Atelier european Dimensiuni: Î: 175 cm Material: oțel; alamă; piele; martelare pe formă; cizelare; șlefuire | Replică după armură de cavaler de tipul "Schott-Sonnenberg", model realizat inițial la Nurenberg pentru Kunz Schott von Hellingen, de unde și numele acestui tip de armură. La acest model de armură a fost adoptată casca de tip armet cu vizieră mobilă (sfârșitul secolului XV - primele decenii ale secolului al XVI-lea). Armura are cască armet cu creastă, având viziera mobilă dintr-o singură bucată cu respirator cu găuri circulare și eliptice dispuse radial. Cuirasa are pieptarul aproape plat cu nervură mediană lipsit de decor. La partea superioară a cuirasei, pe margini, prezintă două rozete cu vârf central ascuțit. Braconiera din două lame este continuată de tasete cu nervură mediană terminată în unghi și margine simplă. Decorul este realizat cu nituri ornamentale. Umerarii mici din 5 lame nu trec peste pieptar și sunt lipsiți de decor. Brasardele sunt simple cu cotiere mici. Degetele mănușilor lipsesc. Armura coapsei nedecorată are nervură mediană. Genunchierele mici cu aripioare laterale și nervură mediană se continuă cu jambiere și încălțăminte nedecorate. | Muzeul Banatului, Timișoara | Cimec    |
|      | Iatagan "crnosapac" Autor: Halil                                                                      | Datare: 1863 (o mie opt sute șaizeci și trei) Școală: Atelier balcanic Dimensiuni: L lamă: 59 cm; L mâner: 15 cm; L: 74 cm Material: oțel; alamă; os; forjare; turnare; damaschinare                                                                                      | Lama din oțel este ușor curbată cu tăiș pe muchia interioară și cu muchie exterioară netăioasă. Lama este prevăzută cu un șanț pe ambele fețe, plasat lângă muchia netăioasă. Pe lamă la partea exterioară, există un ornament damaschinat cu argint de formă circulară (cu opt secțiuni), iar la partea interioară este damaschinată cu argint o inscripție cu litere arabe. Parazvana și hašerma sunt realizate din alamă prin tehnica turnării; sunt decorate cu motive vegetale și florale stilizate dar și cu motive geometrice. Pe partea superioară a hašermei sunt prezente trei ornamente din alamă sub forma unor minuscule piramide în patru trepte. Mânerul din oțel este prevăzut cu hašermă din alamă, fiind placat cu două plăsele din os de culoare brun-închisă, care se termină la partea superioară cu două "urechi" ușor îndoite spre tăiș, dispuse sub forma literei "T" stilizată. Plăselele sunt fixate pe hašermă cu trei nituri metalice. | Muzeul Banatului, Timișoara | Cimec    |
|      | Iatagan "crnosapac"                                                                                   | Datare: A doua jumătate a secolului al XIX-lea Școală: Atelier balcanic Dimensiuni: L lamă: 58 cm; L mâner: 16 cm; L: 74 cm Material: oțel; alamă; os; forjare; turnare; damaschinare                                                                                     | Lama din oțel este foarte ușor curbată cu tăiș pe muchia interioară și cu muchie exterioară netăioasă. Lama este prevăzută cu un șanț îngust pe ambele fețe, plasat lângă muchia netăioasă; sub șanțul îngust există o nervură paralelă cu acesta, care se termină spre vârful lamei fiind mai scurtă decât șanțul aflat deasupra ei. Pe lamă la partea exterioară există un ornament din aur realizat prin damaschinare, ornament cu motive vegetale și florale stilizate, iar pe partea interioară există inscripții cu litere arabe realizate tot prin damaschinare cu aur. Inscripțiile sunt flancate cu ornamente vegetale și florale realizate în aceeași manieră. Parazvana și hašerma sunt realizate din alamă prin tehnica turnării; sunt decorate cu motive vegetale și florale stilizate iar pe partea superioară a parazvanei există motive geometrice. Pe partea superioară a hašermei este prezent un ornament din alamă sub forma unei minuscule piramide stilizate în trei trepte. Mânerul din oțel este prevăzut cu hašermă din alamă, fiind placat cu două plăsele din os de culoare brun-închisă, care se termină la partea superioară cu două "urechi" ușor îndoite spre tăiș, dispuse sub forma literei "T" stilizată. Plăselele sunt fixate pe hašermă cu patru nituri metalice. | Muzeul Banatului, Timișoara | Cimec    |
|      | Iatagan "crnosapac"                                                                                   | Datare: secolul al XIX-lea Școală: Atelier balcanic Dimensiuni: L lamă: 60 cm; L mâner: 15,5 cm; L: 75 cm Material: oțel; alamă; os; forjare; batere; damaschinare | Lama din oțel este ușor curbată cu tăiș pe muchia interioară și cu muchie exterioară netăioasă. Lama este prevăzută cu un șanț îngust pe ambele fețe, plasat lângă muchia netăioasă. Pe lamă la partea exterioară este damaschinată cu argint steaua în șase colțuri (sigiliul lui Solomon), iar pe partea interioară sunt damaschinate cu argint inscripții cu litere arabe. Inscripțiile sunt flancate cu ornamente vegetale și florale realizate în aceeași manieră. Parazvana și hašerma sunt realizate din alamă fiind decorate prin batere cu motive vegetale și florale stilizate dar și cu motive geometrice. Mânerul din oțel este prevăzut cu hašermă din alamă, fiind placat cu două plăsele din os de culoare neagră, care se termină la partea superioară cu două "urechi" masive îndoite spre tăiș. Plăselele sunt fixate pe hašermă cu cinci nituri metalice. | Muzeul Banatului, Timișoara | Cimec    |
|      | Iatagan "crnosapac" Autor: Hasan                                                                      | Datare: prima jumătate a secolului al XIX-lea Școală: Atelier balcanic Dimensiuni: L lamă: 53 cm; L mâner: 15 cm; L: 68 cm Material: oțel; alamă; metal alb (aliaj conținând argint); corn; forjare; batere; damaschinare                                                 | Lama din oțel este foarte ușor curbată cu tăiș pe muchia interioară și cu muchie exterioară netăioasă. Lama este prevăzută cu două șanțuri înguste pe ambele fețe, plasate lângă muchia netăioasă. Pe lamă la partea exterioară este damaschinat cu argint un ornament cu motive vegetale stilizate, iar pe partea interioară sunt damaschinate cu argint trei inscripții cu litere arabe și un decor floral realizat în aceeași manieră. Parazvana și hašerma sunt realizate dintr-un metal de culoare albă (aliaj) fiind decorate cu motive vegetale stilizate și motive geometrice. Mânerul din oțel este prevăzut cu hašermă din metal alb (aliaj), fiind placat cu două plăsele din corn de culoare neagră, care se termină la partea superioară cu două "urechi" ușor îndoite spre tăiș, de forma unor aripi de flutur stilizate. Plăselele sunt fixate pe hašermă cu patru nituri din alamă. | Muzeul Banatului, Timișoara | Cimec    |
|      | Iatagan "belosapac" Autor: Mustafa                                                                    | Datare: începutul secolului al XIX-lea Școală: Atelier turcesc Dimensiuni: L lamă: 56,5 cm; L mâner: 14,5 cm; L: 71 cm Material: oțel; os; metal alb (aliaj conținând argint); forjare; gravare; damaschinare                                                             | Lama din oțel este dreaptă cu tăiș pe muchia interioară și cu muchie exterioară netăioasă. Lama este prevăzută cu un șanț îngust pe ambele fețe, plasat lângă muchia netăioasă. Pe lamă la partea exterioară este damaschinat cu argint un ornament cu motive vegetale și florale stilizate, iar pe partea interioară sunt damaschinate cu argint trei inscripții cu litere arabe și un decor floral realizat în aceeași manieră. Parazvana și hašerma sunt realizate din metal (aliaj cu argint), hašerma fiind gravată cu motive vegetale și florale stilizate. Partea superioară a parazvanei este decorată cu motive geometrice. Parazvana și hašerma prezintă urme de argintare. Mânerul din oțel este prevăzut cu hašermă metalică, fiind placat cu două plăsele din os de culoare deschisă (alb-gălbui), care se termină la partea superioară cu două aripioare îndoite spre tăiș. Plăselele sunt fixate pe hašermă cu patru nituri metalice. | Muzeul Banatului, Timișoara | Cimec    |
|      | Iatagan "crnosapac"                                                                                   | Datare: mijlocul secolului al XIX-lea Școală: Atelier balcanic Dimensiuni: L lamă: 58 cm; L mâner: 14 cm; L: 72 cm Material: oțel; alamă; corn; forjare; batere | Lama din oțel este dreaptă cu tăiș pe muchia interioară și cu muchie exterioară netăioasă. Lama este prevăzută cu un șanț lat pe ambele fețe, pe aproape toată lungimea ei. Vorbim despre o lamă atipică pentru un iatagan; a fost realizată prin refolosirea unei baionete de carabină austriacă Augustin Jäger M 1849. Parazvana și hašerma sunt realizate din alamă; hašerma este decorată prin batere cu motive vegetale stilizate, iar partea superioară a parazvanei este decorată cu motive geometrice. Mânerul din oțel este prevăzut cu hašermă din alamă, fiind placat cu două plăsele din corn de culoare brun-închis, care se termină la partea superioară cu două "urechi" ușor îndoite spre tăiș, de forma unor aripi de flutur stilizate. Plăselele sunt fixate pe hašermă cu șase nituri metalice. Plăseaua de pe partea interioară prezintă crăpături în zona niturilor. | Muzeul Banatului, Timișoara | Cimec    |
|      | Iatagan "belosapac" Autor: El-Hac Nuh                                                                 | Datare: 1865 (o mie opt sute șaizeci și cinci) Școală: Atelier balcanic Dimensiuni: L lamă: 57 cm; L mâner: 16 cm; L: 73 cm Material: oțel; alamă; filde; forjare; granulație; damaschinare                                                                               | Lama din oțel este ușor curbată cu tăiș pe muchia interioară și cu muchie exterioară netăioasă. Lama este prevăzută cu două șanțuri înguste (primul este ceva mai lat, cel de dedesubt este mai îngust) pe ambele fețe, plasate lângă muchia netăioasă. Pe lamă la partea exterioară este damaschinată cu argint steaua în șase colțuri (sigiliul lui Solomon), iar la partea interioară sunt damaschinate cu argint inscripții cu litere arabe, flancate de un decor vegetal stilizat realizat în aceeași manieră. Parazvana și hašerma sunt realizate din alamă. Parazvana este decorată prin tehnica granulației, cu mici puncte lipite pe toată suprafața; pe partea exterioară parazvana prezintă un ornament din alamă sub forma unei flori stilizate alături de care există un lăcaș ce conținea cândva un "faux" rubin (sticlă colorată), iar la partea interioară decorul este identic, cu precizarea că aici se păstrează rubinul fals. Hašerma este de asemenea bogat decorată cu ornamente de forma unor flori stilizate din alamă; la partea exterioară a hašermei există trei pietre de coral, iar la partea interioară s-a păstrat doar lăcașul de fixare a pietrei, coralul însă lipsește. Marginile hašermei sunt decorate cu mici plăcuțe metalice de formă romboidală și circulară. Mânerul din oțel este prevăzut cu hašermă din alamă, fiind placat cu două plăsele din fildeș care se termină la partea superioară cu două "urechi" masive semicirculare, ușor îndoite spre tăiș. Plăselele sunt fixate pe hašermă cu patru nituri din alamă. | Muzeul Banatului, Timișoara | Cimec    |
|      | Iatagan "belosapac"                                                                                   | Datare: A doua jumătate a secolului al XIX-lea Școală: Atelier balcanic Dimensiuni: L lamă: 58 cm; L mâner: 14 cm; L: 72 cm Material: oțel; alamă; filde; forjare; damaschinare                                                                                           | Lama din oțel este ușor curbată cu tăiș pe muchia interioară și cu muchie exterioară netăioasă. Lama este prevăzută cu un șanț îngust pe ambele fețe, plasat lângă muchia netăioasă. Pe lamă la partea exterioară este damaschinată cu argint steaua în șase colțuri (sigiliul lui Solomon), iar la partea interioară sunt damaschinate cu argint inscripții cu litere arabe, flancate de un decor vegetal stilizat realizat în aceeași manieră. În centrul inscripției este aplicat marcajul producătorului. Parazvana și hašerma sunt realizate din alamă, bogat decorate prin atașarea la cald a unor ornamente metalice minuscule de formă romboidală, circulară etc. Parazvana prezintă atât la partea exterioară, cât și la cea interioară, câte un ornament din alamă sub forma unei flori stilizate și câte un lăcaș care conținea cândva un "faux" rubin (sticlă colorată). Ambele pietre lipsesc la ora actuală. Hašerma este de asemenea bogat decorată cu ornamente de forma unor flori stilizate din alamă; cuprinde la ora actuală zece pietre decorative de formă semisferică, iar un al unsprezecelea lăcaș este gol. Marginile hašermei sunt decorate cu mici plăcuțe metalice de formă romboidală și circulară. Mânerul din oțel este prevăzut cu hašermă din alamă, fiind placat cu două plăsele din fildeș care se termină la partea superioară cu două "urechi" masive patrulatere, ușor îndoite spre tăiș. Plăselele sunt fixate cu patru nituri metalice. | Muzeul Banatului, Timișoara | Cimec    |
|      | Iatagan cu mâner                                                                                      | Datare: secolul al XIX-lea Școală: Atelier bosniac Dimensiuni: L lamă: 57,5 cm; L mâner: 14 cm; L: 71,5 cm Material: oțel; metal alb (aliaj conținând argint); forjare; turnare; damaschinare                                                                             | Lama din oțel este foarte ușor curbată cu tăiș pe muchia interioară și cu muchie exterioară netăioasă. Lama este prevăzută cu un șanț îngust pe ambele fețe, plasat lângă muchia netăioasă (pe două treimi din lungimea lamei). Pe lamă la partea exterioară există un ornament din aur realizat prin damaschinare, ornament de forma unei flori stilizate. Parazvana este din metal alb (aliaj), fiind decorată cu motive florale și geometrice gravate. Mânerul este în totalitate din metal alb, realizat prin turnare și decorat cu multiple motive vegetale stilizate, striații etc. Hašerma face corp comun cu plăselele. Pe partea superioară a hašermei, între cele două "urechi" ale mânerului există o piatră decorativă de formă semisferică. Partea superioară a mânerului se termină cu două "urechi" ușor îndoite spre tăiș, bogat decorate, în aceeași manieră cu restul mânerului. | Muzeul Banatului, Timișoara | Cimec    |
|      | Iatagan "belosapac" Autor: Hasan                                                                      | Datare: 1812 (o mie opt sute doisprezece) Școală: Atelier balcanic Dimensiuni: L lamă: 58,5 cm; L mâner: 14,5 cm; L: 73 cm Material: oțel; os; metal alb (aliaj conținând argint); forjare; batere; damaschinare                                                          | Lama din oțel este ușor curbată cu tăiș pe muchia interioară și cu muchie exterioară netăioasă. Lama este prevăzută cu un șanț îngust pe ambele fețe, plasat lângă muchia netăioasă. Pe lamă la partea interioară sunt damaschinate cu argint trei inscripții cu litere arabe și un decor floral realizat în aceeași manieră. Parazvana și hašerma sunt realizate dintr-un metal de culoare albă (aliaj) fiind decorate cu motive vegetale stilizate și motive geometrice. Mânerul din oțel este prevăzut cu hašermă metalică, fiind placat cu două plăsele din os de culoare deschisă (albă), cea din exterior se termină la partea superioară cu o "ureche" ușor îndoită spre tăiș, de forma unei aripi de flutur stilizată. Plăseaua de pe partea interioară este incompletă, aripioara de pe partea superioară a plăselei fiind ruptă. Plăselele sunt fixate pe hašermă cu cinci nituri metalice; plăseaua fragmentară de pe partea interioră este prinsă în doar două din cele cinci nituri existente. Piesa a aparținut liderului mișcării antiotomane sârbești din anii 1804-1813 Đorđe Petrović "Karađorđe", fiind luată de la un turc în timpul unei lupte. Donat de Ormós Zsigmond în anul 1889. | Muzeul Banatului, Timișoara | Cimec    |
|      | Sabie de cavalerie                                                                                    | Datare: perioada Consulatului francez Școală: Atelier francez Dimensiuni: L lamă: 86 cm; L mâner: 13 cm; L: 100,5 cm; L teacă: 91 cm. Material: oțel; alamă; lemn; piele; forjare; turnare                                                                                | Lama din oțel este ușor curbată cu tăiș pe muchia interioară, cu muchie exterioară netăioasă și având vârful ascuțit pe ambele părți. Lama este prevăzută cu un șanț foarte lat pe ambele fețe, pe aproape toată lungimea ei. La partea superioară a lamei, pe ambele fețe, există ornamente vegetale stilizate și panoplii cu arme și trofee (toate ornamentele sunt aurite). La partea exterioară a lamei, pe talon, există o inscripție gravată. Pe muchia netăioasă, în dreptul talonului, există un ornament realizat în aceeași manieră cu cele de pe partea superioară a lamei, de pe ambele fețe. Mânerul și garda sunt din alamă. Garda este dreaptă, un braț se termină cu un bumb aplatizat din alamă și îndoit spre muchia netăioasă a lamei și un braț din alamă de împreunare care este fixat de capul mânerului. Garda este complexă, ea cuprinde încă două brațe ușor spiralate care pornesc de pe o parte și cealaltă a ecusonului și care se continuă până pe brațul de împreunare, fiind fixate la partea superioară a acestuia. Pe ambele fețe ale gărzii există câte un ecuson din alamă, de formă eliptică. Mânerul din alamă este placat la mijloc cu lemn îmbrăcat în piele, prezentând caneluri orizontale pe axa mânerului, pe întreaga suprafață de prindere. Capul mânerului din alamă se termină la partea superioară cu un bumb din alamă de formă eliptică. Teaca metalică este întărită la partea superioară cu o garnitură subțire din alamă iar la partea inferioară prezintă un element metalic de ranforsare, ce înconjoară muchia din jurul vârfului tecii. Pe teacă mai există două brățări late din alamă, prevăzute fiecare cu câte un inel port-sabie tot din alamă. | Muzeul Banatului, Timișoara | Cimec    |
|      | Paloș austriac                                                                                        | Datare: 1813 (o mie opt sute treisprezece) Școală: Fischer (Austria) Dimensiuni: L lamă: 84,5 cm; L mâner: 12,5 cm; L: 97,5 cm; L teacă: 87,5 cm. Material: oțel; lemn; piele; forjare; gravare                                                                           | Lama din oțel este dreaptă cu tăiș pe muchia interioară, cu muchie exterioară netăioasă și având vârful ascuțit pe ambele părți. Lama este prevăzută cu un șanț lat pe ambele fețe, pe aproape toată lungimea ei. La partea superioară a lamei, în exterior, este gravată o inscripție iar pe talonul lamei există câte o inscripție ștanțată pe fiecare parte a lamei. Mânerul și garda sunt din oțel. Garda este dreaptă, masivă, de formă ovală cu partea inferioară ușor îndoită spre muchia netăioasă a lamei și un braț de împreunare care este fixat de capul mânerului. Marginile gărzii sunt ușor îndoite spre mâner. Garda este traforată, prezentând șase orificii circulare (câte trei pe fiecare parte) și două mici șanțuri traforate, dispuse deasupra muchiei netăioase a lamei. Mânerul metalic prezintă la partea inferioară o brățară gravată cu motive geometrice, iar la mijloc este placat cu lemn îmbrăcat în piele, prezentând caneluri orizontale pe axa mânerului, pe întreaga suprafață de prindere. Capul mânerului ușor evazat se termină la partea superioară cu un nit metalic. Teaca metalică este întărită la partea inferioară cu un element metalic de ranforsare, ce înconjoară muchia din jurul vârfului tecii. Pe teacă mai există două brățări înguste din metal, prevăzute fiecare cu câte un inel port-sabie. | Muzeul Banatului, Timișoara | Cimec    |
|      | Panzerstecher de husar                                                                                | Datare: a doua jumătate a secolului al XVII-lea / începutul secolului al XVIII-lea Școală: Atelier central-european Dimensiuni: L lamă: 94 cm; L mâner: 11 cm; L: 106 cm; L teacă: 99 cm. Material: oțel; fier; lemn; piele; forjare; gravare                             | Lama din oțel este dreaptă cu două tăișuri și vârf ascuțit. Lama este prevăzută, la partea superioară pe ambele fețe, cu un șanț îngust pe mijlocul lamei, lung de aproximativ douăzeci și cinci de cm, încadrat de două nervuri gravate și mărginit la partea superioară a șanțului de o cruce stilizată. Ambele șanțuri conțin la baza lor inscripții ilizibile (lb. latină?) dispuse pe lungimea șanțurilor. La partea superioară a lamei în apropierea talonului, pe ambele fețe, șanțul central este flancat de încă două șanțuri înguste și foarte scurte (șase cm lungime). În dreptul acestor șanțuri scurte, muchiile lamei sunt netăioase. Lama fiind concepută mai ales pentru stâpungere/penetrare seamănă mai mult cu a unui pumnal (extrem de lung în cazul de față) decât cu o lamă de spadă clasică. Mânerul și garda sunt din oțel. Garda este dreaptă, cu un braț în dreptul muchiei exterioare a lamei având o formă patrulateră (secțiune) și un braț metalic de împreunare care a fost fixat inițial de capul mânerului. Pe locul destinat ecusonului, pe ambele fețe, există două brațe metalice dispuse perpendicular pe lungimea gărzii. Aceste brațe perpendiculare pe gardă au o lungime totală de 9,5 cm și creează imaginea unei gărzi în cruce. Cele două brațe superioare (câte unul pe fiecare latură) sunt fixate în partea inferioară a mânerului. Mânerul din lemn este îmbrăcat în piele, prezentând caneluri spiralate pe axa acestuia, pe întreaga suprafață de prindere și un nit metalic vizibil pe partea exterioară a mânerului. Placa metalică care cuprindea la partea superioară capul mânerului (element de care era fixat brațul de împreunare al gărzii) lipsește la ora actuală. Teaca din lemn îmbrăcată în piele prezintă două brățări din fier cu câte un inel port-sabie fixat la muchia exterioară. Brățara din mijloc este întărită cu o fășie din piele atașată peste brățară. La partea inferioară a tecii există o întăritură metalică fragmentară, de forma unei brățări din trei inele suprapuse, care strânge două plăci metalice dispuse pe cele două muchii ale tecii. Brățările metalice de la partea superioară și talpa tecii lipsesc.                                                                   | Muzeul Banatului, Timișoara | Cimec    |
|      | Spadă-pumnal                                                                                          | Datare: secolul al XVIII-lea Școală: Atelier vest-european Dimensiuni: L lamă: 61 cm; L mâner: 16 cm; L: 79,5 cm Material: oțel; alamă; filde; forjare; gravare; batere; sculptare                                                                                        | Lama din oțel este dreaptă cu două tăișuri și vârf ascuțit. Ea este fațetată, cu câte trei laturi pe fiecare parte (secțiune hexagonală). La partea superioară a lamei, în exterior, este prezent un decor bogat, aurit, gravat cu motive vegetale stilizate care încadrează în partea centrală figura gravată a unui demnitar/prelat purtând pe cap o coroană și având în mâna dreaptă un sceptru. Deasupra acestui registru decorativ apare pe latura mediană a lamei, un decor gravat în formă de zig-zag stilizat, având la partea inferioară un ornament de forma unei ancore. Decorul este identic și în ceea ce privește partea interioară a lamei. Garda din alamă este simplă și dreaptă având terminațiile brațelor ușor evazate și îndoite sub forma literei "S". La partea exterioară sub gardă există o mică apărătoare din alamă îndoită spre latura exterioară a lamei. Mânerul din fildeș, foarte bogat sculptat, este fixat la partea inferioară cu o brățară din alamă, iar la partea superioară cu un nit metalic. Mânerul propriu-zis din fildeș este sculptat pe registre suprapuse: la partea inferioară, în dreptul muchiei exterioare, există un blazon flancat de ornamente baroce; pe laturile mânerului, în același registru, este sculptată câte o pasăre stilizată iar între acestea, în dreptul muchiei interioare există un decor vegetal. Al doilea registru cuprinde patru figuri umane dispuse de jur-împrejurul mânerului, redate dansând ținându-se de mâini. Deasupra acestor patru figuri umane, în registrul superior, este redat un personaj costumat în îmbrăcăminte de secol XVIII, scoțând din teacă cuțitul de vânătoare. Deasupra acestui personaj este sculptat un chip uman stilizat. Capul mânerului ușor îndoit spre muchia interioară a lamei, este sculptat sub forma unui cap de câine. Arma a fost realizată dintr-o lamă de spadă scurtă ("small sword") olandeză (?) de secol XVIII și un mâner din fildeș sculptat (importat din Ceylon) tipic cuțitelor de vânătoare olandeze din secolele XVII-XVIII. Garda din alamă, relativ simplă și nouă în comparație cu restul elementelor piesei, indică posibilitatea ca arma să fi fost asamblată mai târziu, în secolul al XIX-lea din piese de secol XVIII.         | Muzeul Banatului, Timișoara | Cimec    |
|      | Paloș de tip Schiavona                                                                                | Datare: a doua jumătatea secolului al XVII-lea Școală: Atelier central-european Dimensiuni: L lamă: 93 cm; L mâner: 14 cm; L: 110 cm Material: oțel; alamă; lemn; piele; forjare; batere; gravare                                                                         | Lama din oțel este dreaptă cu tăiș pe muchia interioară, cu muchie exterioară netăioasă și având vârful ascuțit pe ambele părți. Lama este prevăzută cu două șanțuri înguste suprapuse plasate lângă muchia netăioasă, pe ambele fețe ale lamei, pe toată lungimea ei. Între muchia netăioasă și cele două șanțuri suprapuse există o nervură îngustă paralelă, care se termină în apropierea vârfului lamei. Garda metalică (oțel) este complexă de tipul coșului închis; protejează mânerul pe ambele fețe. Montura gărzii este prevăzută cu mai multe brațe radiale care pornesc din partea inferioară (terminațiile gărzii drepte) și se unesc în partea superioară, fiind fixate la muchia interioară a capului manerului. Mânerul metalic îmbrăcat în lemn este înfășurat cu sfoară spiralată, întregul mâner fiind apoi îmbrăcat în piele; rezultă astfel un mâner canelat, cu caneluri spiralate pe întreaga suprafață de prindere. La partea superioară, mânerul este terminat cu un cap evazat din alamă, de forma stilizată a unui "cap de pisică", tipic spadelor Schiavona. La muchia interioară, capul mânerului prezintă un orificiu pentru fixarea terminației superioare a gărzii. | Muzeul Banatului, Timișoara | Cimec    |
|      | Spadă de tip Schiavona                                                                                | Datare: prima jumătate a secolului al XVII-lea Școală: Atelier european Dimensiuni: L lamă: 87,5 cm; L mâner: 11,5 cm; L: 100 cm Material: oțel; alamă; piele; forjare; batere; damaschinare                                                                              | Lama din oțel este dreaptă, lată, cu două tăișuri și vârf ascuțit. Lama este prevăzută la partea superioară cu un șanț median lat, pe ambele fețe ale lamei. La partea exterioară a lamei, la baza șanțului există un ornament damaschinat cu fir din aur. Garda metalică (oțel) este complexă, de tip "coș"; protejează mânerul la partea exterioară. Brațele centrale ale gărzii, cu secțiune circulară, sunt prevăzute la cele două capete cu terminații sub forma unor bumbi piramidali. Brațul dinspre muchia interioară este puternic îndoit spre mâner, cel dinspre muchia exterioară, este îndoit în direcția brațelor spiralate. Montura gărzii este prevăzută cu mai multe brațe spiralate care pornesc din partea inferioară (terminațiile gărzii drepte) și se unesc în partea superioară, la muchia interioară a mânerului. Mânerul metalic este îmbrăcat în piele (improvizație modernă). La partea inferioară a mânerului există o brățară din alamă. La partea superioară, mânerul este terminat cu un cap evazat din alamă, de forma stilizată a unui "cap de pisică", tipic spadelor Schiavona. Partea superioară a capului mânerului este incompletă, la ora actuală orificiul de fixare a terminației superioare a gărzii lipsește. | Muzeul Banatului, Timișoara | Cimec    |
|      | Kinjal militar                                                                                        | Datare: primul război mondial Școală: Atelier rusesc Dimensiuni: L: 80 cm; La: 5 cm Material: oțel; alamă; lemn; forjare; nituire | Kinjalul, sabia scurtă caucaziană, a fost preluată de armata țaristă și distribuită mai multor tipuri de unități militare, chiar la servanții artileriei ușoare și la cei ai unităților de mitraliere. Cunoscută în special ca „arma a doua”, după sasca, a unităților de cazaci. Lama de oțel, cu tăiș dublu, ușor curbară, garnituri de alamă, plăsele din lemn de nuc. Două nituri tradiționale cu butoni de alamă. Teaca în condiție bună, din lemn îmbrăcat în piele. | Muzeul Banatului, Timișoara | Cimec    |
|      | Ploscă de apă                                                                                         | Datare: 1928 Școală: Atelier ceramic lugojan Descoperit: jud. Timiș, com. BELINȚ, BELINȚ Dimensiuni: L: 19 cm; La: 16 cm Material: ceramică; turnare; lustruire | Ploscă din ceramică lustruită, de formă circulară plată, prevăzută în partea inferioară cu trei piciorușe de sprijin, lateral două perechi de inele de prindere a curelușei. Ornamentată cu motive geometrice și text pe ambele fețe: 1918 Unirea 1928. | Muzeul Banatului, Timișoara | Cimec    |
|      | Steag                                                                                                 | Datare: 1918 Dimensiuni: L: 90 cm; La: 54 cm Material: pânză; bumbac; cusut | Material textil dreptunghiular, reprezentând tricolorul românesc, fâșiile roșu, galben și albastru sunt orientate paralel față de șipca de lemn care înlocuiește hampa. Drapelul a fost purtat la manifestări naționale organizate în Timișoara. | Muzeul Banatului, Timișoara | Cimec    |
|      | Chipiul de liceean a lui Nicolae Ursu                                                                 | Datare: 1919 Școală: Atelier bănățean Dimensiuni: 30 cm Material: pânză; carton; lac; cusut | Chipiul de liceean al compozitorului și folcloristului Nicolae Ursu. Culoarea chipiului este albastru închis, iar cozorocul este negru lucios. | Muzeul Banatului, Timișoara | Cimec    |
|      | Cutie Autor: Erdesz Emil                                                                              | Datare: 1945 Descoperit: jud. Timiș, TIMIȘOARA Dimensiuni: L: 17 cm; La: 9 cm; Î: 2,5 cm Material: lemn | Cutie de lemn confecționată de prizonierul maghiar Erdesz Emil, deținut într-un lagăr sovietic. Pe capacul cutiei apare inscripția Magnitogorsk 19 Emlek 45 și un trandafir. Pe partea din față a cutiei apare un decor floral. | Muzeul Banatului, Timișoara | Cimec    |
|      | Pipă Autor: I.G.                                                                                      | Datare: după 1867 Școală: Atelier vienez Descoperit: jud. Timiș, TIMIȘOARA Dimensiuni: L: 11 cm; La: 11 cm Material: spumă de mare; argint | Formă tipică de pipă de la începutul secolului XIX, ornamentată cu un blazon ornamental. În câmpul acestuia apar doi lei ramapnți afrontați, între ei un stup (?), timbrat de un porumbel, scutul timbrat de un coif închis având o coroană cu un leu ieșind cu sabia în mână. La baza pipei apare marcajul WEISZ. Pipa prezintă garnitură și capac din argint. Capacul pipei este din argint cizelat și gravat și gravat cu motive florale. Garnitura prezintă următoarele mărci: S.WEISS (firma), în oval IG (meșter), în pentagon efigia Dianei cu cifra 4 (titlu argintului - 750) și litera A (marcaj Viena). | Muzeul Banatului, Timișoara | Cimec    |
|      | Lucrare monografică a Banatului timișan Autor: Hans, Josef                                            | Datare: 1923 Dimensiuni: L: 20,5 cm; La: 16,3 cm Material: hârtie; manuscris | Lucrare monografică a Banatului în limba germană scrisă de Josef Hans la Aradul Nou și intitulată „Tablouri istorice și schițe despre Banatul timișan din timpuri străvechi până în anul 1780”. Conține 138 pagini. | Muzeul Banatului, Timișoara | Cimec    |
|      | Poarta Transilvaniei (Cetatea Timișoarei)                                                             | Datare: 1891 Dimensiuni: L: 21,6 cm; La: 17,3 cm Material: hârtie fotografică; fotografiere | Fotografia (lipită pe carton) reprezintă una din cele patru porți ale orașului Timișoara, intitulată „Poarta Transilvaniei”, la ieșirea spre cartierul Fabric. Pe ziduri un grup de muncitori. | Muzeul Banatului, Timișoara | Cimec    |
|      | Ceremonia sfințirii steagului pompierilor voluntari din cartierul Cetate - Timișoara Autor: Klosy Gy. | Datare: 20 august 1898 Școală: Atelier budapestan Dimensiuni: L: 23 cm; La: 16,8 cm Material: hârtie fotografică; fotografiere | Fotografia (lipită pe carton) reprezintă ceremonia sfințirii steagului Comandamentului Formațiunii de Pompieri Voluntari din Timișoara - Cetate la 20 august 1898 în actuala Piața Unirii. | Muzeul Banatului, Timișoara | Cimec    |
|      | Militari din Primul Război Mondial la Timișoara                                                       | Datare: 1915 Dimensiuni: L: 16,2 cm; La: 11,1 cm Material: hârtie fotografică; fotografiere | Fotografie (lipită pe carton) din Timișoara, din perioada primului război mondial, reprezentând un grup de militari germani și maghiari. | Muzeul Banatului, Timișoara | Cimec    |
|      | Lucrările de demolare a fortificațiilor cetății Timișoara                                             | Datare: martie 1910 Descoperit: jud. Timiș, TIMIȘOARA Dimensiuni: L: 23 cm; La: 17 cm Material: hârtie fotografică; fotografiere | Fotografie (lipită pe carton crem) reprezentând lucrările de demolare a fortificațiilor cetății Timișoara din anul 1910. În prim plan copii, în planul doi muncitori pe ziduri. | Muzeul Banatului, Timișoara | Cimec    |
|      | Lucrările de demolare a fortificațiilor cetății Timișoara                                             | Datare: martie 1910 Descoperit: jud. Timiș, TIMIȘOARA Dimensiuni: L: 23 cm; La: 17 cm Material: hârtie fotografică; fotografiere | Fotografie (lipită pe carton crem) reprezentând lucrările de demolare a fortificațiilor cetății Timișoara din anul 1910, în zona actualului Muzeul de Etnografie. | Muzeul Banatului, Timișoara | Cimec    |
|      | Lucrările de demolare a fortificațiilor cetății Timișoara                                             | Datare: martie 1910 Descoperit: jud. Timiș, TIMIȘOARA Dimensiuni: L: 23 cm; La: 17 cm Material: hârtie fotografică; fotografiere | Fotografie (lipită pe carton kaki) reprezentând lucrările de demolare a fortificațiilor cetății Timișoara din anul 1910. Apare o clădire în fază avansată de demolare. | Muzeul Banatului, Timișoara | Cimec    |
|      | Sosirea primelor trupe române în piața Domului                                                        | Datare: 3 august 1919 Descoperit: jud. Timiș, TIMIȘOARA Dimensiuni: L: 12 cm; La: 16 cm Material: hârtie fotografică; fotografiere | Fotografie (monocromă) lipită pe carton (21,5 x 24,3 mm), realizată în zona actualei piețe a Unirii din Timișoara. Reprezintă o mare adunare de oameni. | Muzeul Banatului, Timișoara | Cimec    |
|      | Vizita reginei Maria la Timișoara - un moment de repaus                                               | Datare: 3 august 1919 Descoperit: jud. Timiș, TIMIȘOARA Dimensiuni: L: 12 cm; La: 16 cm Material: hârtie fotografică; fotografiere | Fotografie (monocromă) lipită pe carton (21,5 x 24,3 mm), realizată la Timișoara. Reprezintă o parte dintre oficialitățile participante la eveniment. În prim plan regina Maria. | Muzeul Banatului, Timișoara | Cimec    |
|      | Vizita reginei Maria la Timișoara - oficialități                                                      | Datare: 3 august 1919 Descoperit: jud. Timiș, TIMIȘOARA Dimensiuni: L: 12 cm; La: 16 cm Material: hârtie fotografică; fotografiere | Fotografie (monocromă) lipită pe carton (21,5 x 24,3 mm), realizată în zona actualului Muzeu al Banatului din Timișoara. Reprezintă o parte dintre oficialitățile participante la eveniment. | Muzeul Banatului, Timișoara | Cimec    |
|      | Tribuna oficială în timpul unei parade                                                                | Datare: perioada interbelică Descoperit: jud. Timiș, TIMIȘOARA Dimensiuni: L: 12 cm; La: 16 cm Material: hârtie fotografică; fotografiere | Fotografie (monocromă) lipită pe carton (21,5 x 24,3 mm), realizată în zona actualei piețe Victoria din Timișoara. Reprezintă tribuna oficială și un ofițer care salută publicul. | Muzeul Banatului, Timișoara | Cimec    |
|      | Sosirea primelor trupe române în actuala piață Traian                                                 | Datare: 3 august 1919 Descoperit: jud. Timiș, TIMIȘOARA Dimensiuni: L: 12 cm; La: 16 cm Material: hârtie fotografică; fotografiere | Fotografie (monocromă) lipită pe carton (21,5 x 24,3 mm), realizată în zona actualului pod Mihai Viteazul din Timișoara. Se vede podul, biserica ortodoxă din zonă, mai multe locuințe și mulți oameni răsfirați. | Muzeul Banatului, Timișoara | Cimec    |
|      | În așteptarea sosirii primelor unități ale Armatei Române în Timișoara                                | Datare: 3 august 1919 Descoperit: jud. Timiș, TIMIȘOARA Dimensiuni: L: 12 cm; La: 16 cm Material: hârtie fotografică; fotografiere | Fotografie (monocromă) lipită pe carton (21,5 x 24,3 mm), realizată în zona actualei piețe Traian din Timișoara. Reprezintă o mare adunare de oameni. | Muzeul Banatului, Timișoara | Cimec    |
|      | Întâmpinare lui Nicolae Iorga                                                                         | Datare: perioada interbelică Descoperit: jud. Timiș, TIMIȘOARA Dimensiuni: L: 12 cm; La: 16 cm Material: hârtie fotografică; fotografiere | Fotografie (monocromă) lipită pe carton (21,5 x 24,3 mm), realizată în zona actualei piețe Victoria din Timișoara. Reprezintă o parte dintre oficialitățile participante la eveniment. | Muzeul Banatului, Timișoara | Cimec    |
|      | Masă festivă din locuința comitelui S. Joanovich (Timișoara)                                          | Datare: primul război mondial Descoperit: jud. Timiș, TIMIȘOARA Dimensiuni: L: 10,4 cm; La: 15,7 cm Material: hârtie fotografică; fotografiere | Fotografii reprezentând o masă festivă, fără comeseni, din locuința comitelui S. Joanovich (Timișoara). Mai multe însemnări pe verso. | Muzeul Banatului, Timișoara | Cimec    |
|      | Militari din Primul Război Mondial la Timișoara                                                       | Datare: primul război mondial Descoperit: jud. Timiș, TIMIȘOARA Dimensiuni: L: 9 cm; La: 14 cm Material: hârtie fotografică; fotografiere | Fotografie din Timișoara, din perioada primului război mondial, reprezentând un grup de militari germani și maghiari în orașul Timișoara. Mai multe însemnări pe verso. Făcută pe suport de carte poștală. | Muzeul Banatului, Timișoara | Cimec    |
|      | Militari austro-ungari răniți în spitalul organizat în actualul Institut de surdo-muți din Timișoara  | Descoperit: jud. Timiș, TIMIȘOARA Dimensiuni: L: 9 cm; La: 14 cm Material: hârtie fotografică; fotografiere | Patru militari austro-ungari răniți, șezând, în spatele lor o asistentă medicală, în curtea spitalului organizat în actualul Institut de surdo-muți din Timișoara. Mai multe însemnări pe verso. Făcută pe suport de carte poștală. | Muzeul Banatului, Timișoara | Cimec    |
|      | Generalul Mackensen (și alții) ieșind din Domul Romano-Catolic din Timișoara                          | Descoperit: jud. Timiș, TIMIȘOARA Dimensiuni: L: 8,7 cm; La: 11,8 cm Material: hârtie fotografică; fotografiere | Generalul Mackensen ieșind din Domul Romano-Catolic din Timișoara. În spate, în stânga sa primcomitele Timișoarei Sandor Joanovich, iar în dreapta comandantul garnizoanei timișorene generalul locotenent (general de brigadă) Hess. Lipită pe carton. Mai multe însemnări pe verso. | Muzeul Banatului, Timișoara | Cimec    |
|      | Grup de militari austro-ungari în fața unui biplan militar Autor: Tisch, Jozsef                       | Descoperit: jud. Timiș, TIMIȘOARA Dimensiuni: L: 8,9 cm; La: 12,3 cm Material: hârtie fotografică; fotografiere | Un grup de militari austro-ungari în fața unui biplan militar. Mai multe însemnări pe verso. Făcută pe suport de carte poștală, decupată ulterior. | Muzeul Banatului, Timișoara | Cimec    |
|      | Grup de prizonieri ruși, din Primul Război Mondial, lucrând la linia de tramvai – Timișoara           | Descoperit: jud. Timiș, TIMIȘOARA Dimensiuni: L: 8,9 cm; La: 10,4 cm Material: hârtie fotografică; fotografiere | Grup de prizonieri ruși, din Primul Război Mondial, lucrând la linia de tramvai – Timișoara. Mai multe însemnări pe verso. Făcută pe suport de carte poștală, decupată ulterior. | Muzeul Banatului, Timișoara | Cimec    |
|      | Grup de militari austro-ungari, răniți într-un spital din Timișoara                                   | Descoperit: jud. Timiș, TIMIȘOARA Dimensiuni: L: 8,8 cm; La: 13,8 cm Material: hârtie fotografică; fotografiere | Un grup de militari austro-ungari, răniți într-un spital (Spitalul Militar ?) din Timișoara. Mai multe însemnări pe verso. Făcută pe suport de carte poștală. | Muzeul Banatului, Timișoara | Cimec    |
|      | Grup de militari austro-ungari Autor: Kuttel Arpad                                                    | Descoperit: jud. Timiș, TIMIȘOARA Dimensiuni: L: 8,1 cm; La: 10,8 cm Material: hârtie fotografică; fotografiere | Grup de militari austro-ungari, fotografiați în fața unor vagoane de marfă. Mai multe însemnări pe verso. | Muzeul Banatului, Timișoara | Cimec    |
|      | Emblemă                                                                                               | Datare: sec. XIX Școală: Atelier bănățean Descoperit: jud. Timiș, TIMIȘOARA, Hanul Trompeta Timișoara Dimensiuni: L: 80 cm; La: 43 cm Material: fier; forjare; traforare                                                                                                  | Soldat trompetist călare pe cal, confecționat din tablă de fier traforată și aurită la origine, încadrată într-o ramă de fier de formă dreptunghiulară confecționată din două bande de fier paralele prinse între ele cu rondele de fier ușor bombate. Partea superioară a ramei este ornamentată cu motive de frunze confecționate din tablă de fier prinse pe un suport de fier în formă arcuită. Partea inferioară este confecționată cu aceleași motive de frunze, pe același sistem de bară, mai puțin ornamentată. La colțurile ramei motivul ornamental este reprezentat prin opt trandafiri, patru în față și patru în spate. Rama care încadrează trompetistul este vopsită în culoare roșie. | Muzeul Banatului, Timișoara | Cimec    |
|      | Halebardă elvețiană                                                                                   | Datare: sec. XVI Școală: Atelier european Dimensiuni: L: 78 cm Material: oțel; lemn; fier; forjare; nituire | Halebardă model elvețian, oțel perforat în mod ornamental, vârf lung, caracteristic halebardelor de luptă folosite de infanteria imperială organizată în falange (tercios) după model spaniol. Întărituri din fier nituite în mâner, mânerul este o adăugare ulterioară. | Muzeul Banatului, Timișoara | Cimec    |
|      | Buzdugan                                                                                              | Datare: sec. XVI Școală: Atelier oriental Dimensiuni: L: 55 cm Material: oțel; lemn; fier; turnare; forjare | Buzdugan balcanic inspirat ca formă de tipul nord-italian „cavalieri”. Model întâlnit în provinciile otomane până la sfârșitul secolului XVIII, mărimea capului și stilul situându-l la mijlocul acestui secol. Exemplar folosit de ofițerii spahii în luptă și ca însemn al rangului. Oțel decorat cu motive ornamentale din argint în stil koftgari. Mânerul original, din lemn, e fixat de cap într-un manșon. | Muzeul Banatului, Timișoara | Cimec    |
|      | Baston                                                                                                | Datare: sf. sec. XIX - înc. sec. XX Școală: Atelier autohton Descoperit: jud. Timiș Dimensiuni: L: 100 cm; La: 3 cm Material: lemn; sculptare | Obiect cu caracter ritual, baston din lemn, ușor încovoiat la vârf, vârful și capătul sunt strunjite. Pe suprafața lui se disting figuri antropomorfe și zoomorfe sculptate, posibil zodiac popular. | Muzeul Banatului, Timișoara | Cimec    |
|      | Panglica Asociației de Muzică și Cântări Timișoara II                                                 | Datare: 1935 Școală: Atelier bănățean Dimensiuni: 10x95 cm: 10x84 cm; 28 cm Material: fir metalic; pânză; cerneală; imprimare | Panglică cu fundă, din material textil, de culoare roșie și verde, legătură rips. Franjurii sunt din material, iar la capătul roșu, deasupra franjurilor, este un fir decorativ auriu. Inscripția în limba germană a fost realizată cu șablon și cerneală neagră de imprimat, pe fond roșu: „50 JAHRIGES JUBILAUM / 1885 - 1935”, iar pe fond verde: „GEWERBEHARMONIA TIMIȘOARA”. | Muzeul Banatului, Timișoara | Cimec    |